# Oosterhoek (streek)

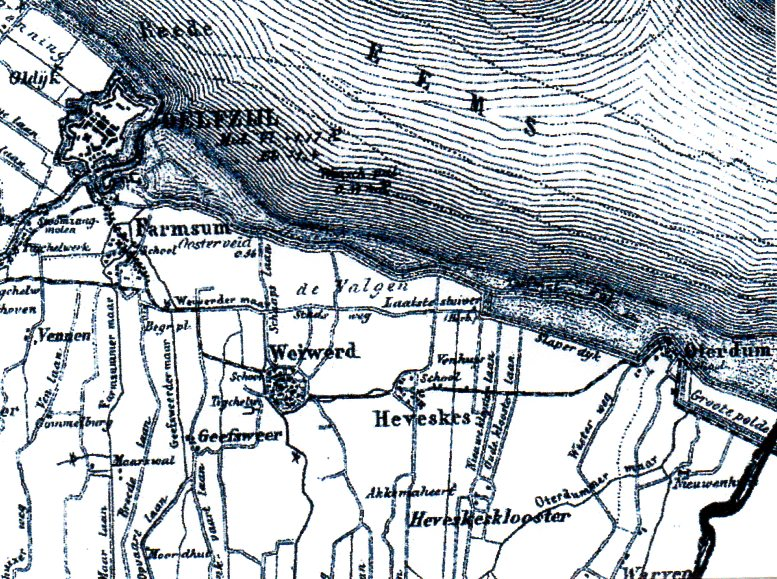
De Oosterhoek in 1867

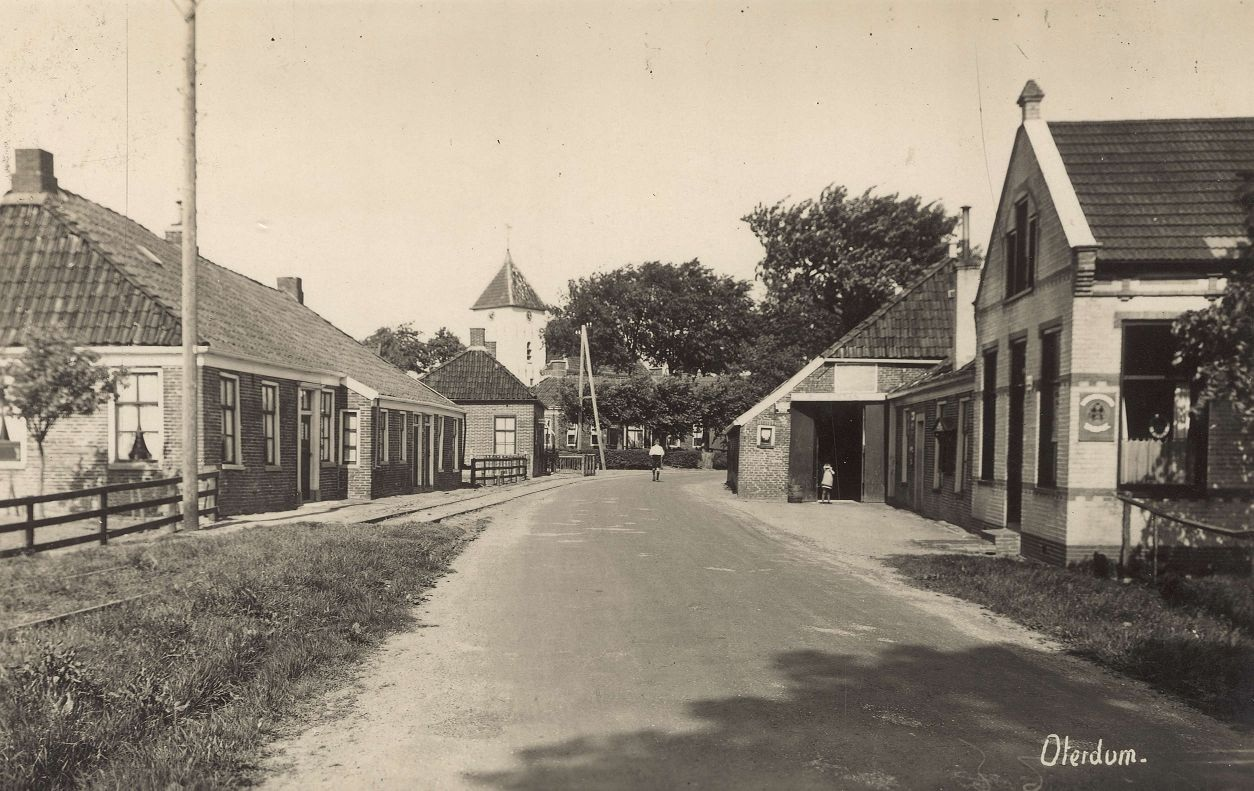
Oterdum omstreeks 1920, met links de trambaan van OG

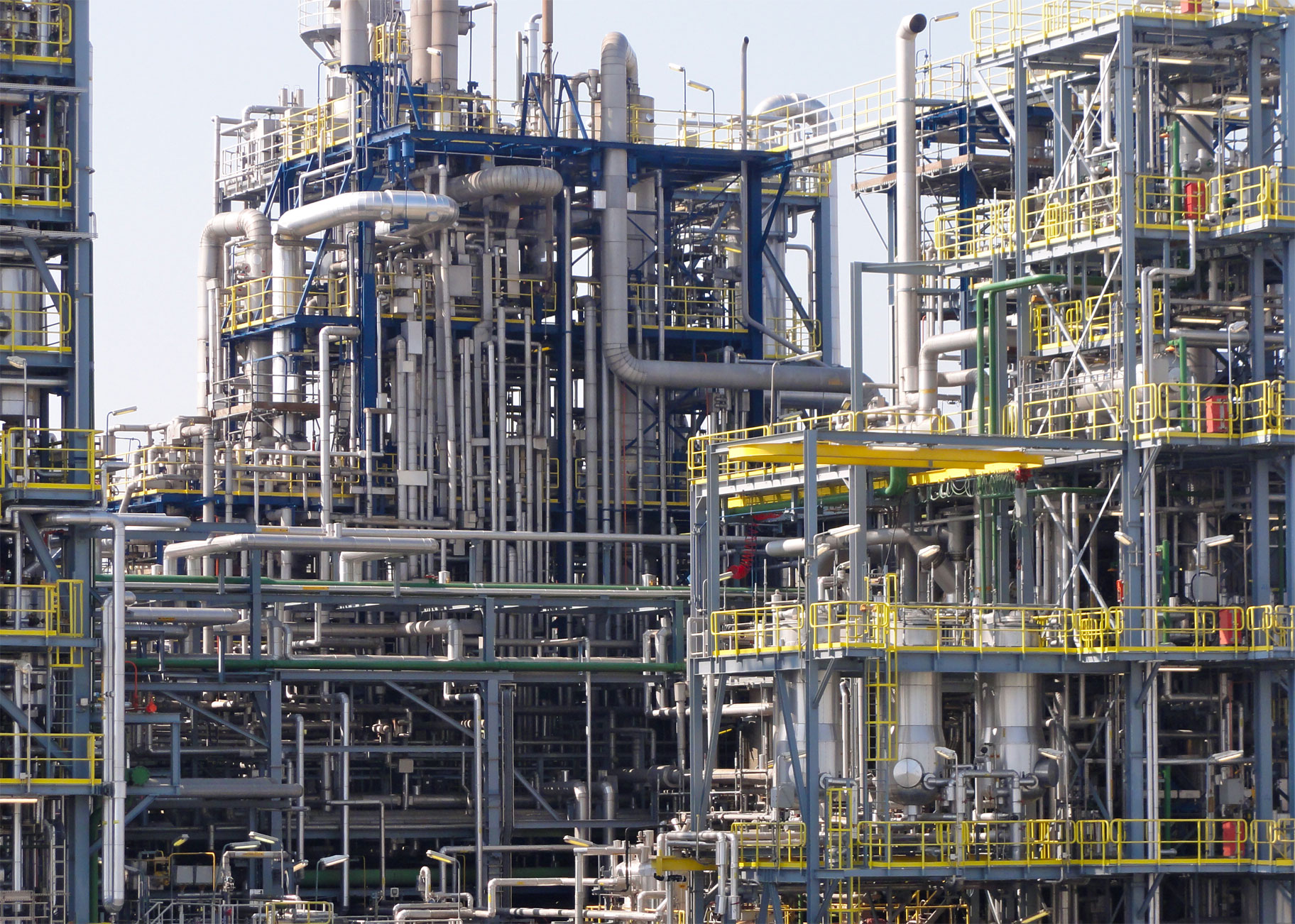
Chemiepark Delfzijl in 2011

De Oosterhoek is de vroegere benaming van een landstreek in de Nederlandse provincie Groningen, in een gebied dat van 1811 tot eind 2020 behoorde tot de gemeente Delfzijl die per 1 januari 2021 is opgegaan in de gemeente Eemsdelta. De naam wordt gebruikt voor het gebied van de voormalige kerspelen Weiwerd, Heveskes en Oterdum.
De Oosterhoek ligt zuidoostelijk van Delfzijl en Farmsum tussen het Weiwerdermaar en het Termunterzijldiep en wordt door een primaire waterkering (zeedijk) gescheiden van de Eemsmonding bij de Bocht van Watum. Het gebied werd gekenmerkt door grote landbouwbedrijven en vormde een overgangsgebied tussen het Klei-Oldambt en het Hogeland. Net als in het Oldambt bestonden er flinke tegenstellingen tussen (grotendeels) socialistische landarbeiders en liberale herenboeren.
De streek wordt sinds omstreeks 1970 nauwelijks nog bewoond en bestaat vanaf de jaren zestig en zeventig van de 20e eeuw voor een groot deel uit haven- en industriegebied, in beheer bij Groningen Seaports. Het Chemiepark Delfzijl en het industrieterrein Oosterhorn worden geëxploiteerd in de vroegere polder Oosterveld en op de voormalige valgen van Weiwerd en Heveskes. Op de parallel aan de kustlijn van de Oosterhoek aangelegde Schermdijk staan sinds 2015 de windturbines van het Windpark Delfzijl Noord, ondanks de naam zuidoostelijk van Delfzijl.   

## Gebied
Tot de Oosterhoek behoorden van oudsher
- de polders Weiwerd en Oosterveld
- de wierdedorpen Weiwerd en Heveskes en het dijkdorp Oterdum
- de wierde Heveskesklooster, waarop van omstreeks 1315 tot 1586 het Johannieter klooster Oosterwierum stond en waar in 1982 het noordelijkste prehistorische hunebed van Nederland werd opgegraven
- de buurtschap Oterdumerwarven.

Niet "officieel" tot de Oosterhoek behoren het aan de oostkant aangrenzende wierdedorp Borgsweer en de buurtschap Lalleweer. Zij maakten deel uit van de gemeente Termunten, die in 1990 door Delfzijl werd ingelijfd. Ook het gehucht Geefsweer iets ten westen van Weiwerd hoort er net niet meer bij.

## Geschiedenis
De geschiedenis van de overwegend agrarische Delfzijlster Oosterhoek kenmerkt zich door de voortdurende strijd tegen het water en door herhaalde oorlogen tussen rivaliserende landsheren die elkaar de zeggenschap over de Groninger Ommelanden betwistten. De bewoners waren te gering in aantal (nooit meer dan 1000 in totaal) om die zeggenschap zelf te kunnen bevechten. Dat bleek in het bijzonder in de tweede helft van de 20e eeuw, toen de bewoners zeer tegen hun zin, maar zonder veel tegenstand te bieden, hun dorpen en boerderijen moesten achterlaten op grond van de toenmalige inzichten over economische prioriteiten en grootschalige industrialisatie.

### Voor de middeleeuwen
De oudste aanwijzing voor menselijke bewoning in de Oosterhoek is het hunebed dat bij Heveskesklooster is opgegraven (het noordelijkste van Nederland) en dat ongeveer 5400 jaar oud moet zijn. Het is mogelijk dat de wierden waarmee de boeren in de Oosterhoek zich beschermden tegen de overstromingen van de Eems, 2000 jaar oud zijn. Aan het begin van de christelijke jaartelling stond in Heveskesklooster een boerenhoeve van 17 meter lang en 7.5 meter breed. Misschien hebben er in het gebied nog meer gestaan.

### Middeleeuwen
Ongeveer vanaf het jaar 1000 begon men de eerste dijken te bouwen en in de 13e eeuw was de bedijking van de Oosterhoek door de Friezen in volle gang. De noodzaak hiervan wordt aangetoond doordat maar liefst zeven "rampjaren" (1246, 1248, 1257, 1277, 1287, 1288 en 1290) in de kronieken worden genoemd. Mogelijk in die tijd, maar waarschijnlijk later, ontstond de Dollard, die delen van het naburige Reiderland wegvaagde. Dankzij de dijken nam het aantal overstromingen af, maar geheel uitgebannen werden ze niet.
Tegen de oever van de Eems lag een strook van vette, vruchtbare zeeklei ("valgen"). De wierdedorpen Waqvurt (Weiwerd) en Hewenschenze (Heveskes) stonden op een verhoogde laag van keileem. Uterheem (Oterdum) was naast en gedeeltelijk tegen de dijk gebouwd. Zuidelijk van de dorpen bevonden zich de veenachtiger "meeden" of "warven".
De Johannieter monniken van Oosterwierum namen in het begin van de 14e eeuw de leiding over de waterhuishouding op zich en droegen zo bij tot de economische groei. Zij beheerden het Oterdumerzijlwerk en bezaten in heel Oost-Groningen landerijen en boerenhoeven, waaronder de voorwerken Nijenhuis in Oterdum en (waarschijnlijk) Woltersweer in Oterdumerwarven. Het aan de zeedijk gelegen Oterdum, waar de Stadsweg vanuit Groningen, Appingedam en Farmsum overging op de zeeroute naar Oost-Friesland en Denemarken, ontwikkelde zich tot het handelscentrum van de Oosterhoek. In 1451 wordt melding gemaakt van een veerman die van Oterdum op Emden voer. In de 17e eeuw, vermoedelijk in 1658, werd het vertrekpunt verplaatst naar Termunterzijl, vier kilometer oostelijk van de Oosterhoek, waar in 1601 een schutsluis in gebruik was genomen.

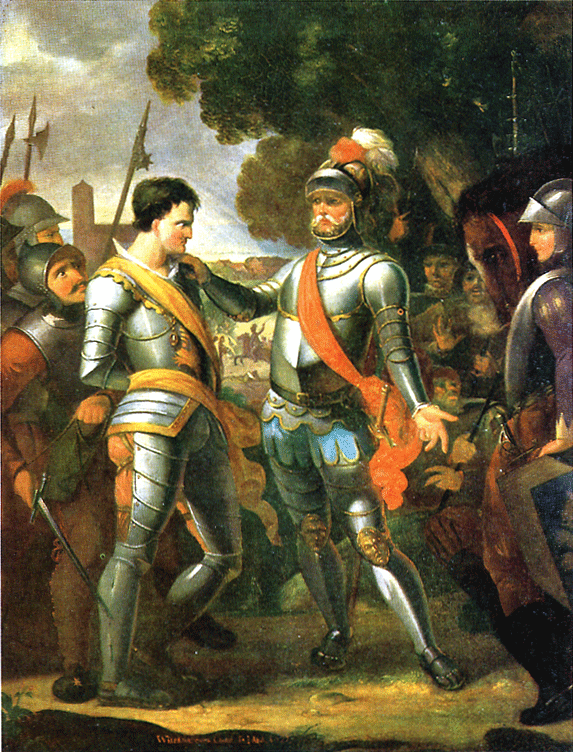
Rechts: Focko Ukena (±1365-1437)
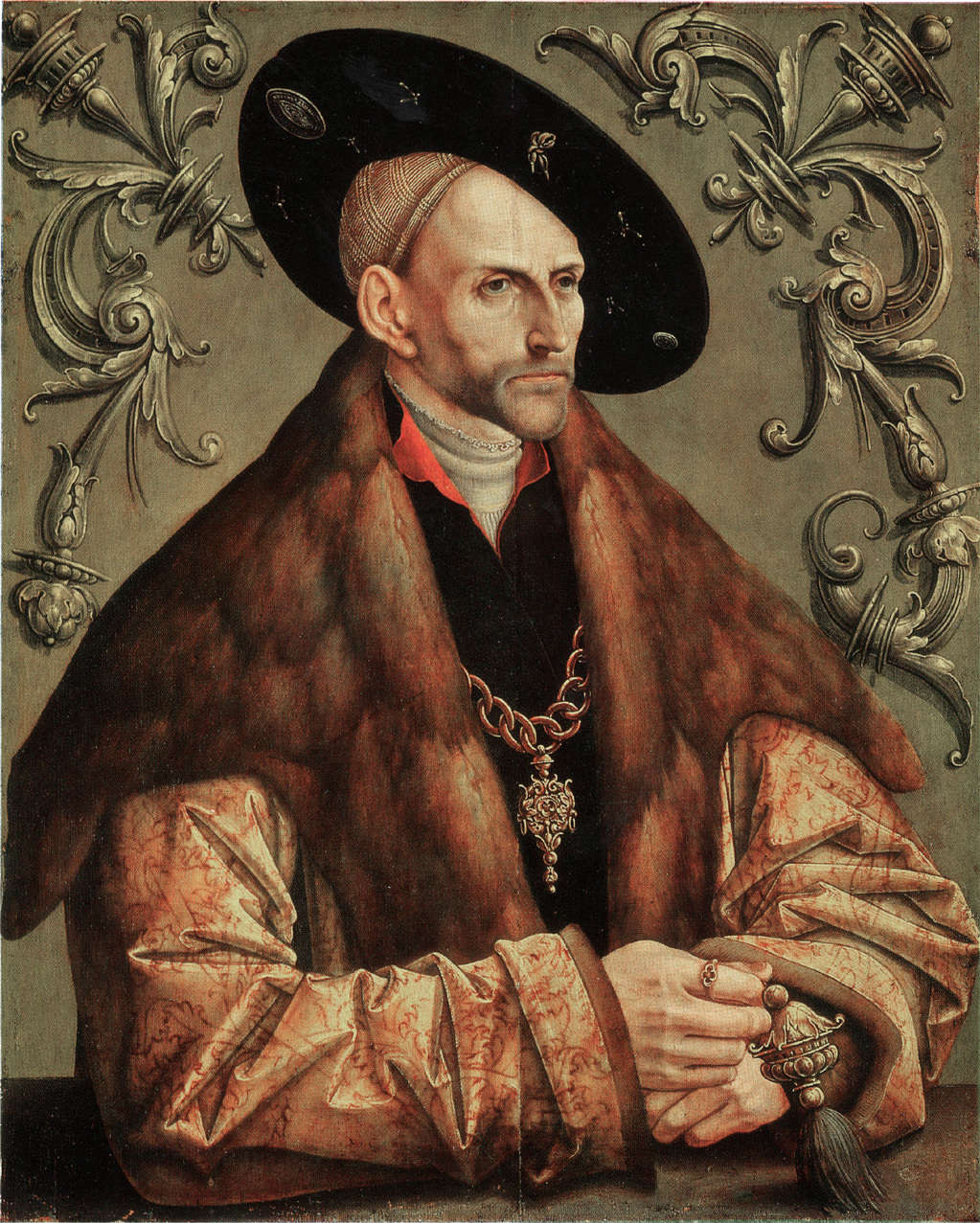
Edzard I van Oost-Friesland (1461-1528)
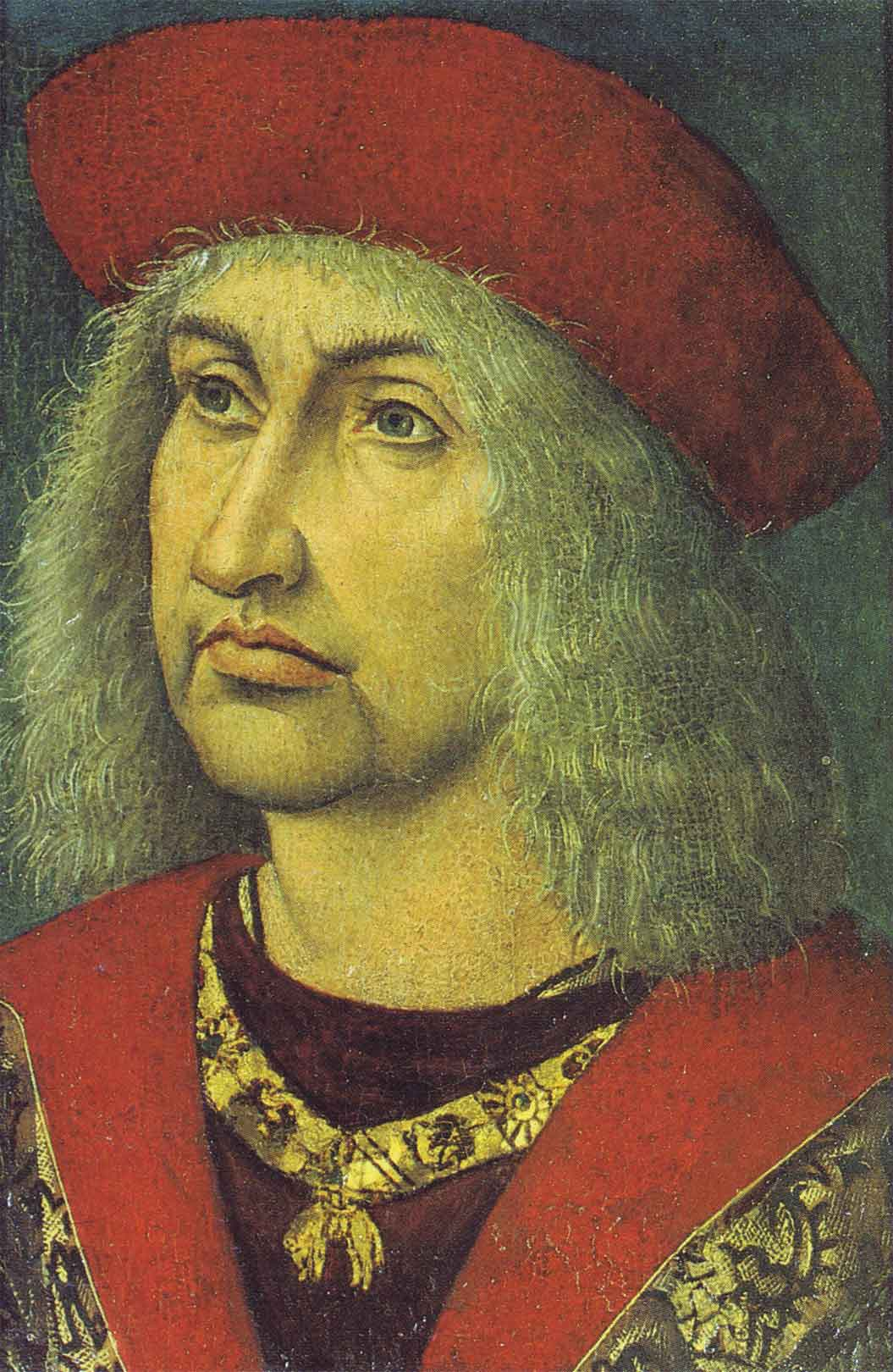
Albrecht van Saksen (1443-1500) (de "Kloekmoedige")
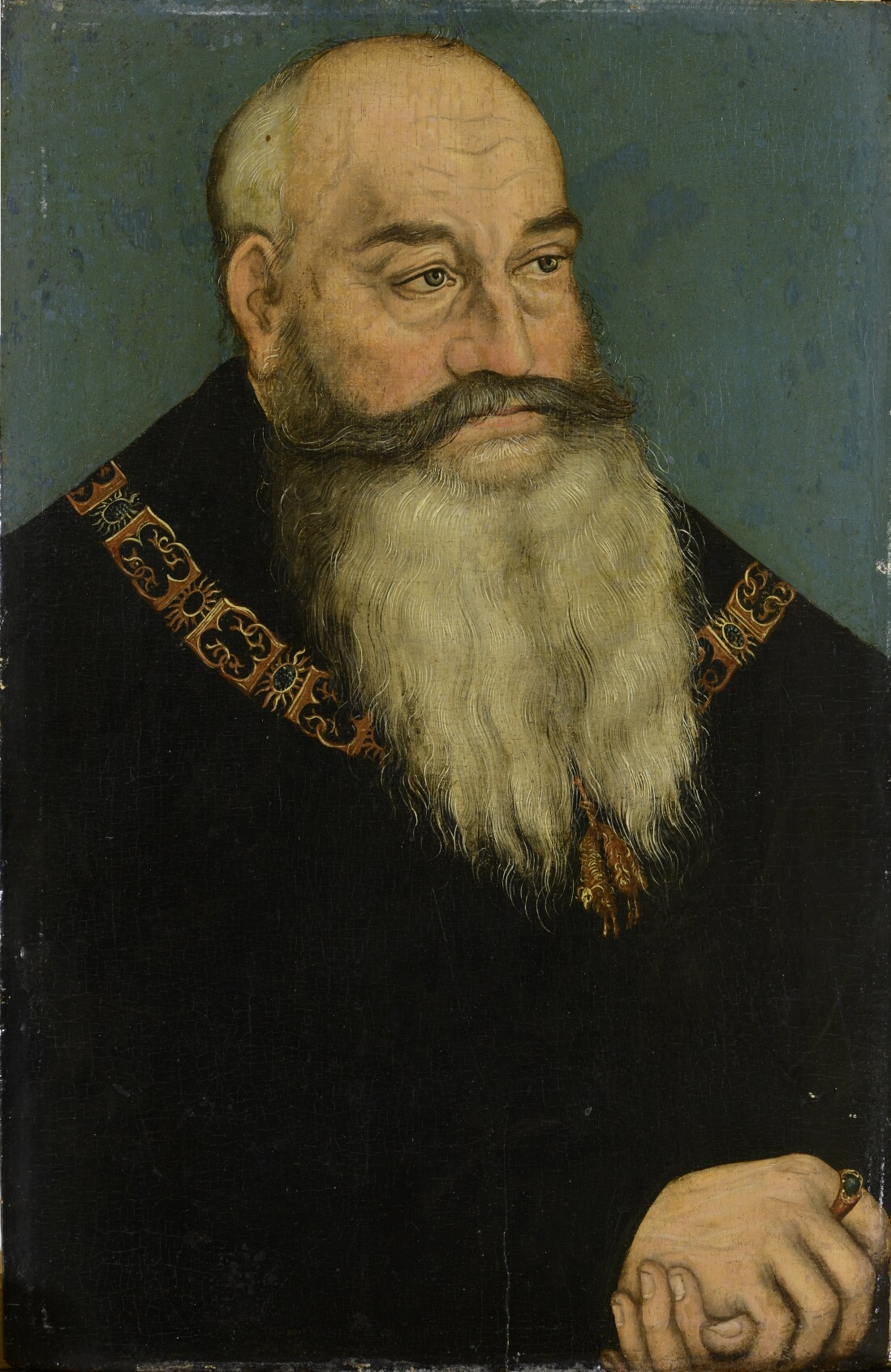
Georg van Saksen (1471-1539) ("met de baard")

In de 15e en 16e eeuw vonden regelmatig veldslagen plaats tussen de ridders van Oost-Friesland en die van de stad Groningen, die elkaar de zeggenschap over het gebied betwistten. In 1427 wist de Oost-Fries Focko Ukena de strategisch belangrijke vesting Oterdum te veroveren, maar daarvoor moest hij wel de dijken laten doorsteken. In 1450 was het gezag over het Oldambt, inclusief de Oosterhoek, in handen van een Stad-Groninger drost die zetelde in het Huis te Oterdum.
Daarmee was de strijd tussen de Groningers en de Oost-Friezen, waarvan de Oosterhoek te lijden had, nog niet gestreden. Edzard I van Oost-Friesland voerde in de Oosterhoek oorlog tegen de Saksische hertogen Albrecht de Kloekmoedige en Georg "met de baard" en bouwde daartoe een schans bij Oterdum. In 1505 werden Weiwerd, Heveskes en Oterdum volgens de kroniekschrijver Sicke Benninghe geplunderd en platgebrand door Stad-Groninger troepen. Inwoners van Heveskes hadden zich op de kerktoren verschanst en wisten deze te behouden totdat hulptroepen uit Appingedam waren aangerukt en de Groningers wegtrokken. In 1514 moest Edzard I het afleggen tegen de Groningers die zich verbonden hadden met Karel van Gelre en daarmee kwam definitief een einde aan zijn aspiraties in de Groninger Ommelanden.

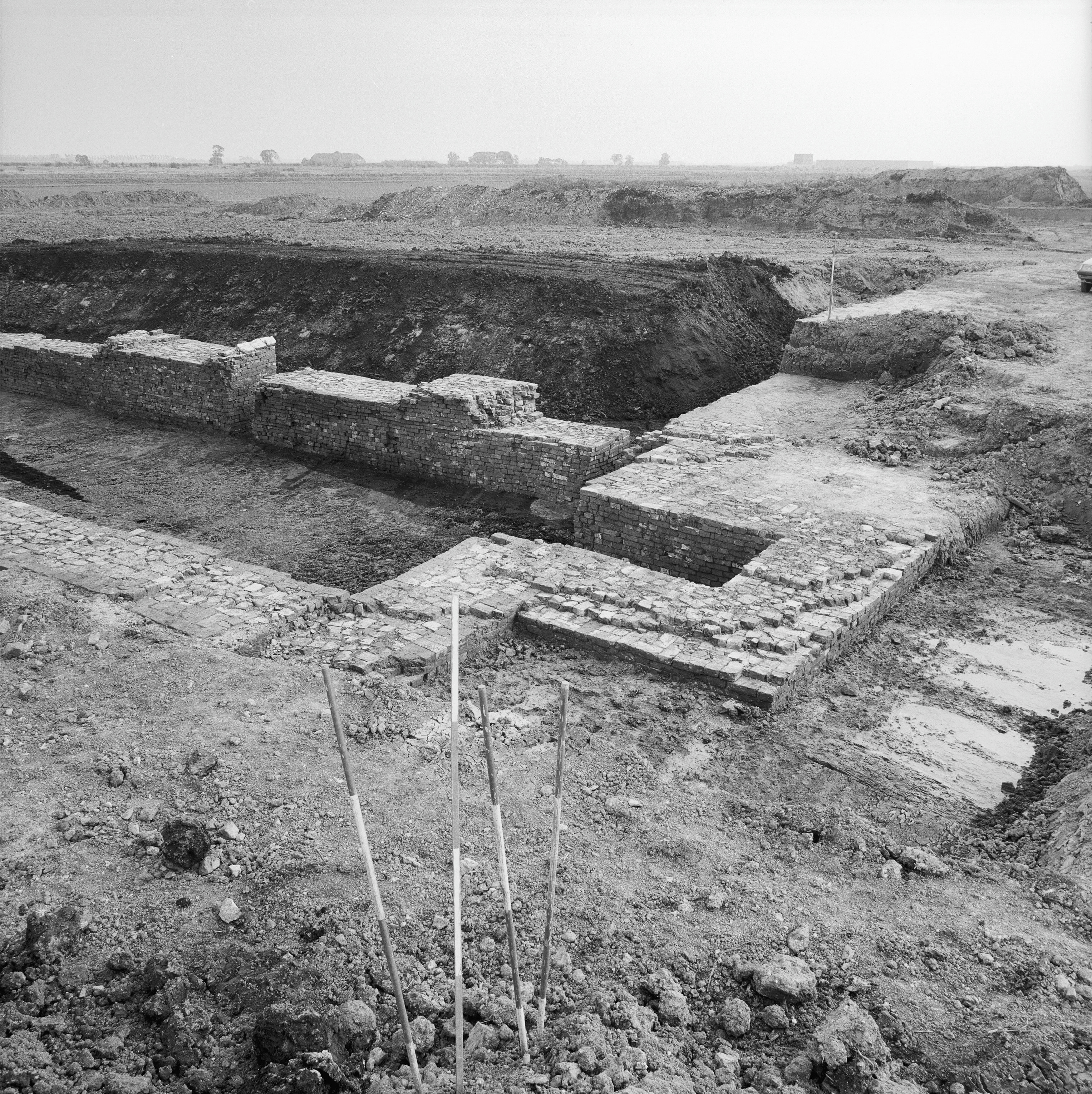
Fundamenten van de in 1586 uitgebrande kloosterkerk van Oosterwierum (Heveskesklooster), vierhonderd jaar later blootgelegd

### Tachtigjarige oorlog en daarna
Het strategisch doorsteken van de dijken in de Oosterhoek gebeurde opnieuw in 1583 tijdens de Tachtigjarige Oorlog, door Wigbold van Ewsum en Asinge Entens. Daardoor kon Oterdum als enige bruggenhoofd van het Staatse leger langs de Groninger kust stand houden tegen de Spaanse troepen van Francisco Verdugo. Al hield men hierdoor de vijand op afstand, in de acht jaar waarin deze situatie voortduurde (tot aan de Inname van Delfzijl door prins Maurits van Oranje in 1591) veroorzaakte het zoute water grote schade aan de landerijen en boerderijen. De protestantse Staatsen plunderden daarbij ook het katholieke klooster Oosterwierum. In 1586 viel dit aan brand ten prooi en de resten van het complex werden in 1610 gesloopt. Op deze plek verrezen vier grote boerderijen, waarvan er een in juni 1806 door brandstichting werd verwoest. De fundamenten van de kloosterkerk en de bijbehorende kerktoren werden omstreeks 1980 teruggevonden bij opgravingen.

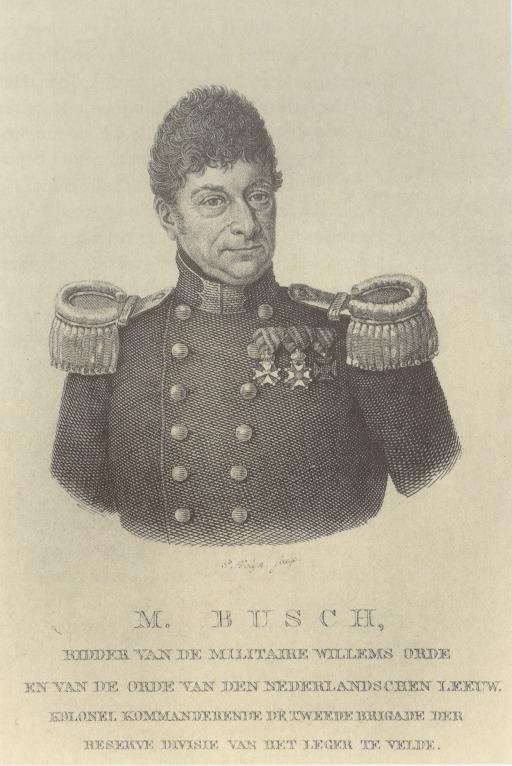
Marcus Busch (1769-1843), bevelhebber in de strijd tegen de Fransen

Elk van de drie dorpen had sinds de middeleeuwen een kleine kerk. Oorspronkelijk rooms-katholiek, werden ze hervormd bij de 'alteratie' van stad en ommelanden na de reductie van Groningen in 1594. Alleen die van Heveskes, die na de beschadigingen van de Tachtigjarige oorlog grotendeels opnieuw moest worden opgebouwd, staat nog overeind in een ontvolkte omgeving.
In de periode 1678-1717 maakte de Oosterhoek opnieuw vijf grote overstromingsrampen mee, zoals de Sint-Maartensvloed van 1686 en de Kerstvloed van 1717, waarbij onder zowel de bevolking als de veestapel veel slachtoffers vielen. Aanvankelijk was er in het gebied veel veeteelt, maar na massale uitbraken van de runderpest in de jaren 1710, 1715 en 1717 stapten de geruïneerde boeren, die dit niet nog eens wilden meemaken, over op akkerbouw. 
Bij het beleg van Delfzijl (1813-1814), aan het eind van de Franse tijd, streed een coalitie van Hollanders, Pruisen en Kozakken, aangevoerd door Marcus Busch, kolonel van de schutterij, tegen de Franse troepen van kolonel Pierre Maufroy. In de Oosterhoek stonden batterijen in Weiwerd en Oterdum, waarvan de eerstgenoemde door de Fransen werd vernietigd.

### Na 1814
Na de Franse tijd brak een periode van relatieve rust aan. Tot na de Tweede Wereldoorlog behield de Oosterhoek zijn agrarische karakter en onderging het landschap nauwelijks veranderingen. In 1808, nog onder het Franse bestuur van het Koninkrijk Holland, was de gemeente Delfzijl ontstaan en deze was in 1811 uitgebreid met onder meer Farmsum en de dorpen van de Oosterhoek. Hierna bleef de bestuurlijke situatie ongewijzigd tot 1990, toen enkele andere gemeenten, waaronder het aan de Oosterhoek grenzende Termunten inclusief Borgsweer, Termunterzijl, Wagenborgen en Woldendorp, aan de gemeente Delfzijl werden toegevoegd.     
In de 19e eeuw werden twee middeleeuwse kerken wegens bouwvalligheid gesloopt. De kerk van Oterdum werd in 1827 (toren) resp. 1830 (kerkgebouw) vervangen door een nieuwe, die tegen de dijk aan was gebouwd. Weiwerd kreeg een nieuwe kerk in 1877. Delen van het kerkmeubilair, waaronder de 18e-eeuwse kansels, verhuisden mee. Alleen Heveskes behield de middeleeuwse kerk tot op de huidige dag, al is het een kerk zonder dorp geworden.

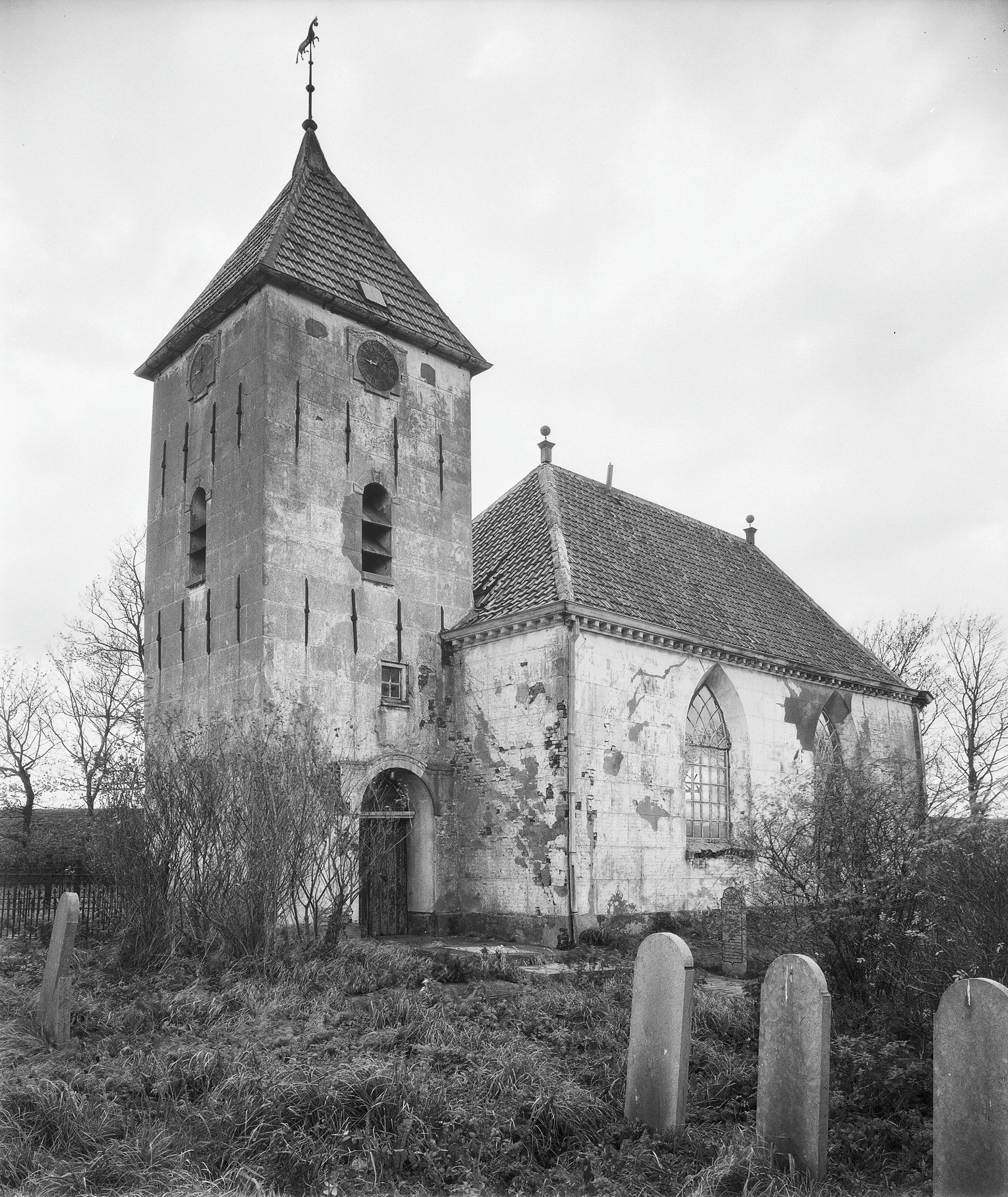
Het "jutterskerkje" van Oterdum uit 1827-1830
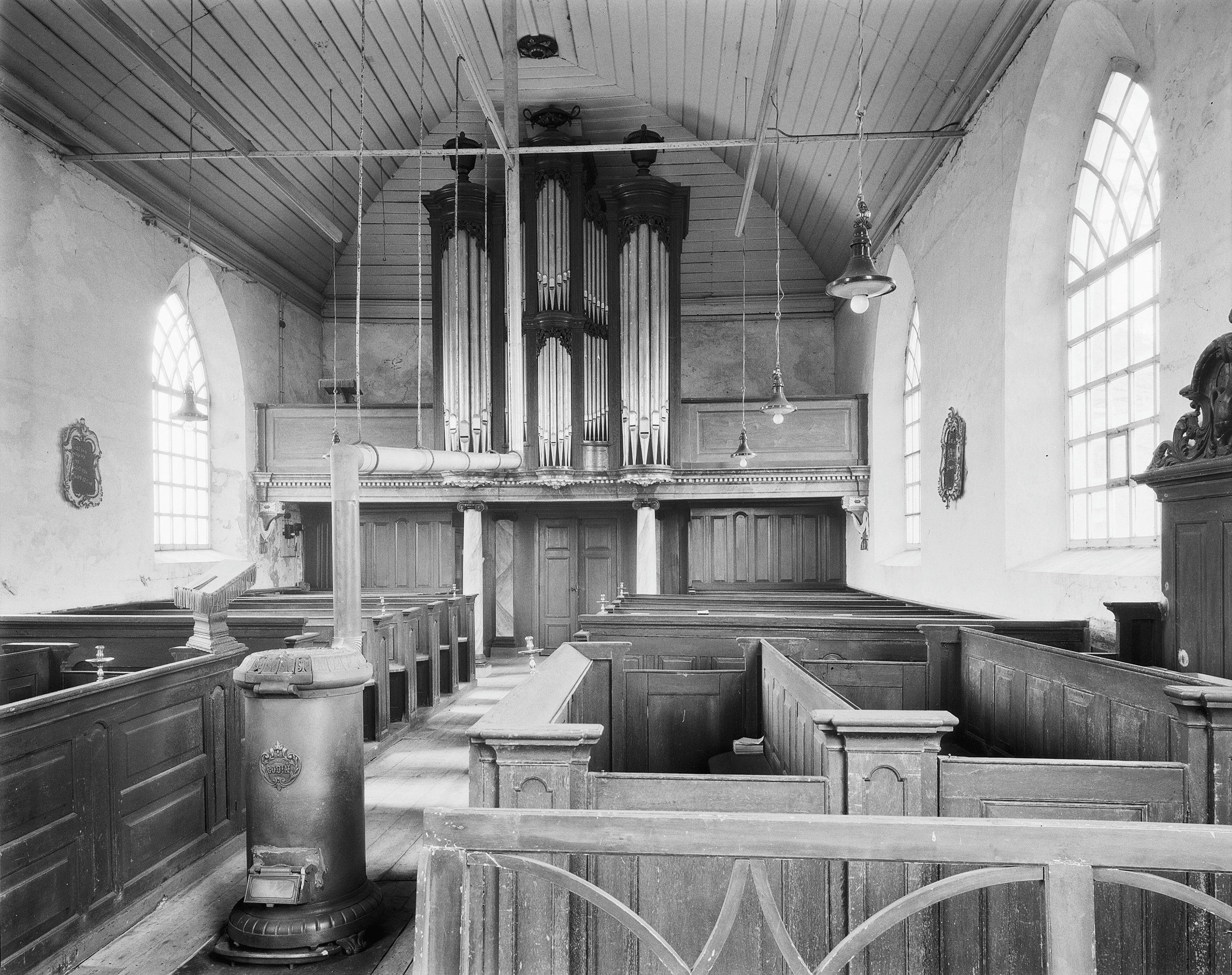
Kerk van Oterdum met het Lohman-orgel
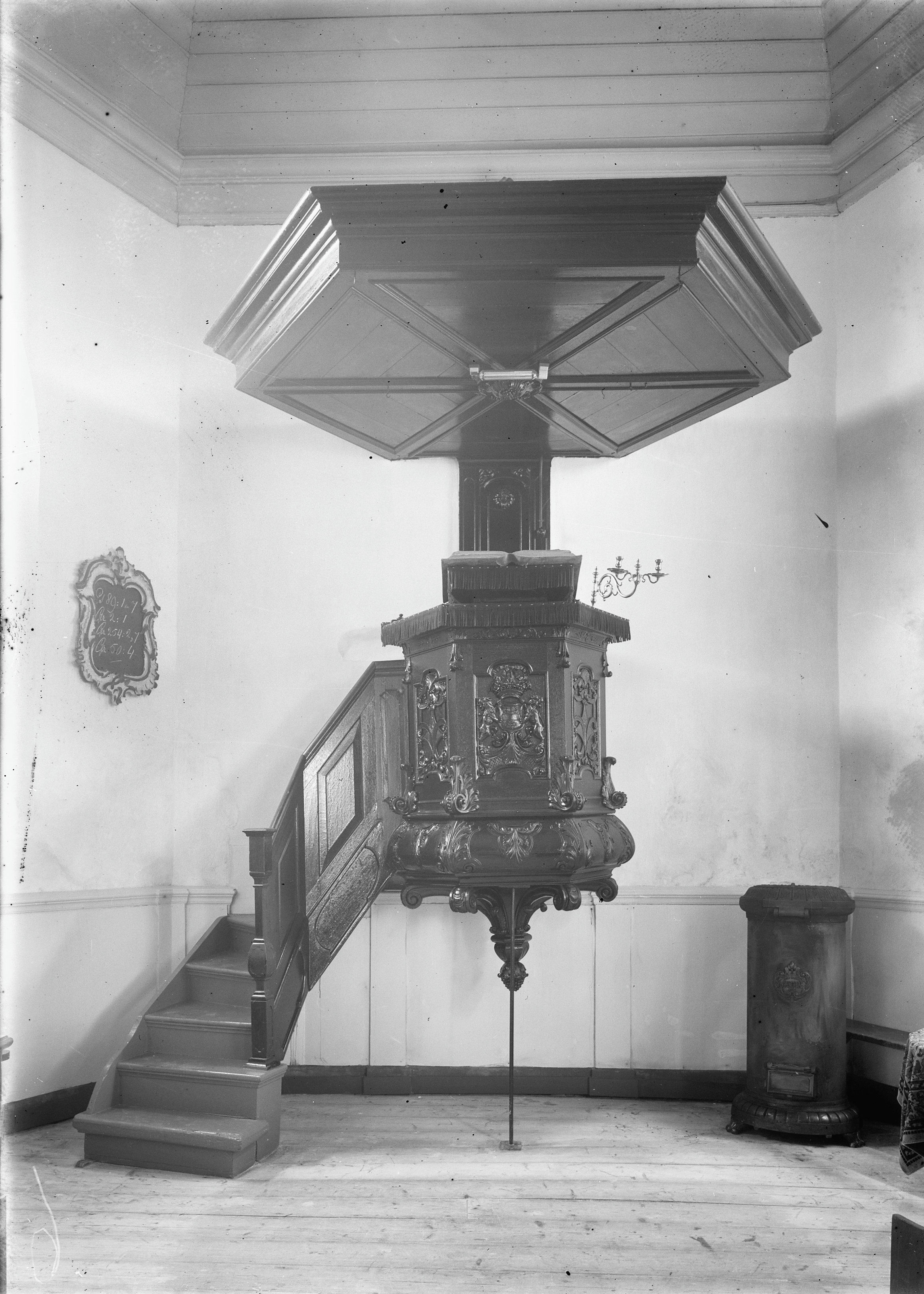
Preekstoel in de kerk van Oterdum
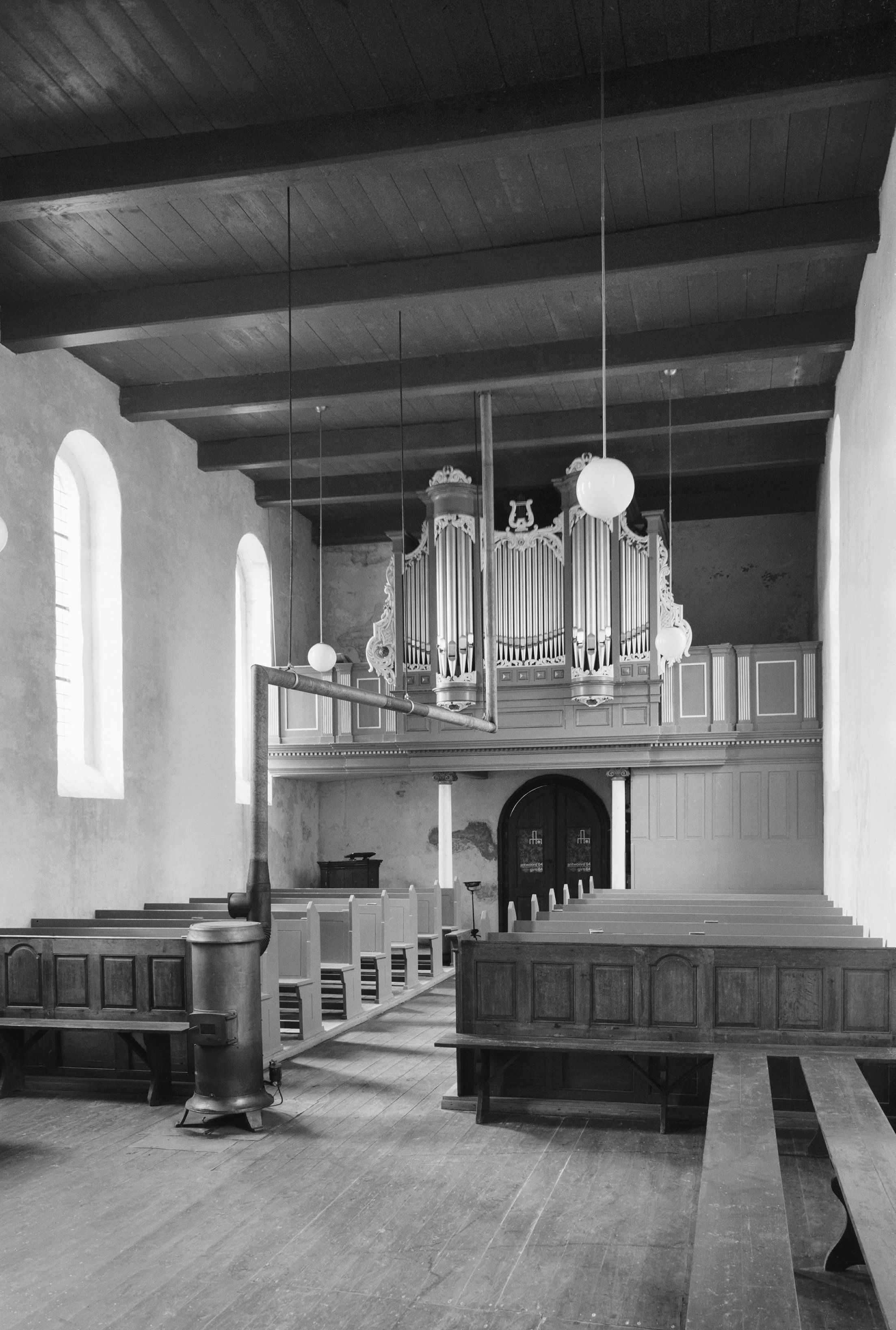
Het Van Dam-orgel in Heveskes
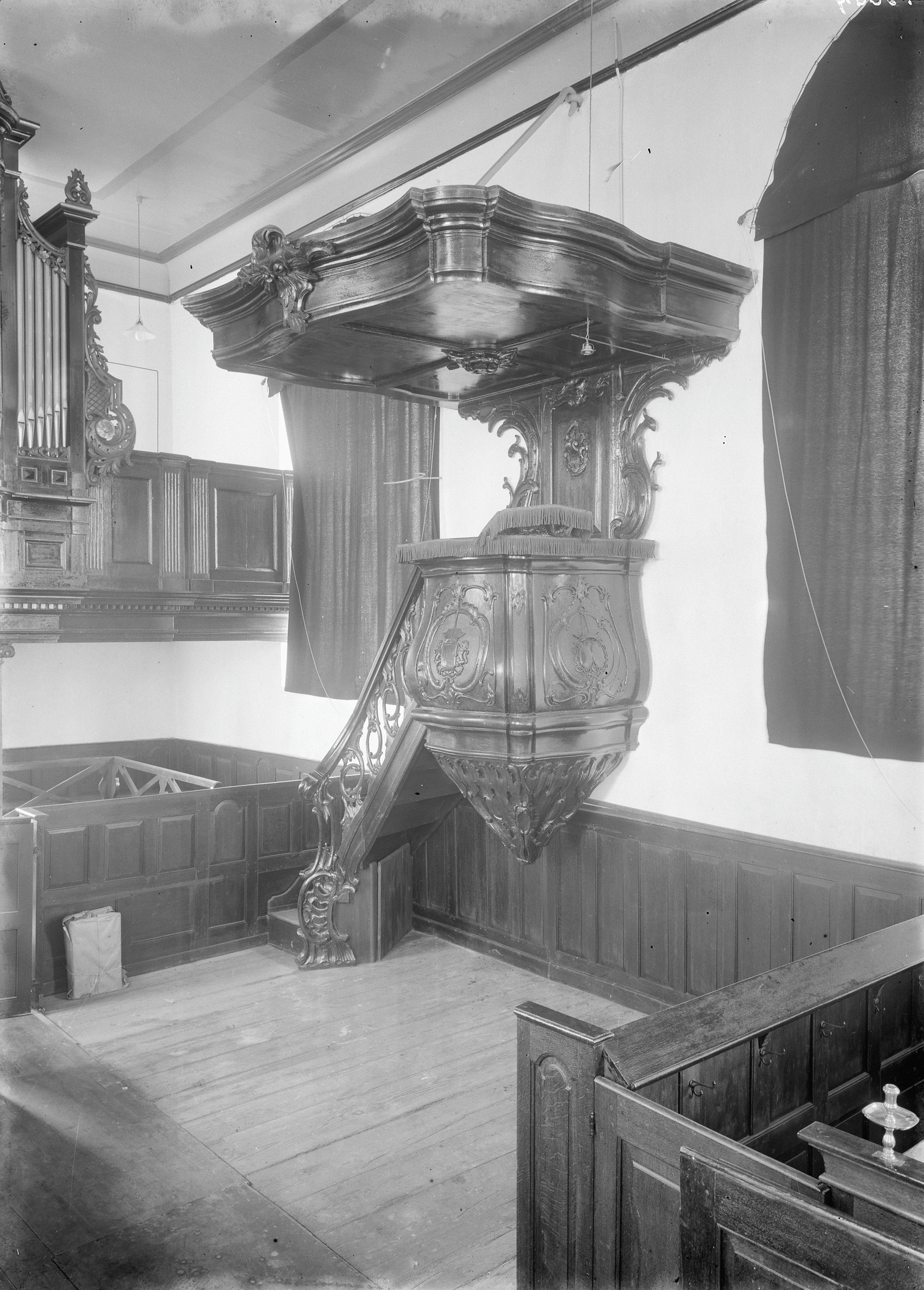
Preekstoel in de kerk van Heveskes
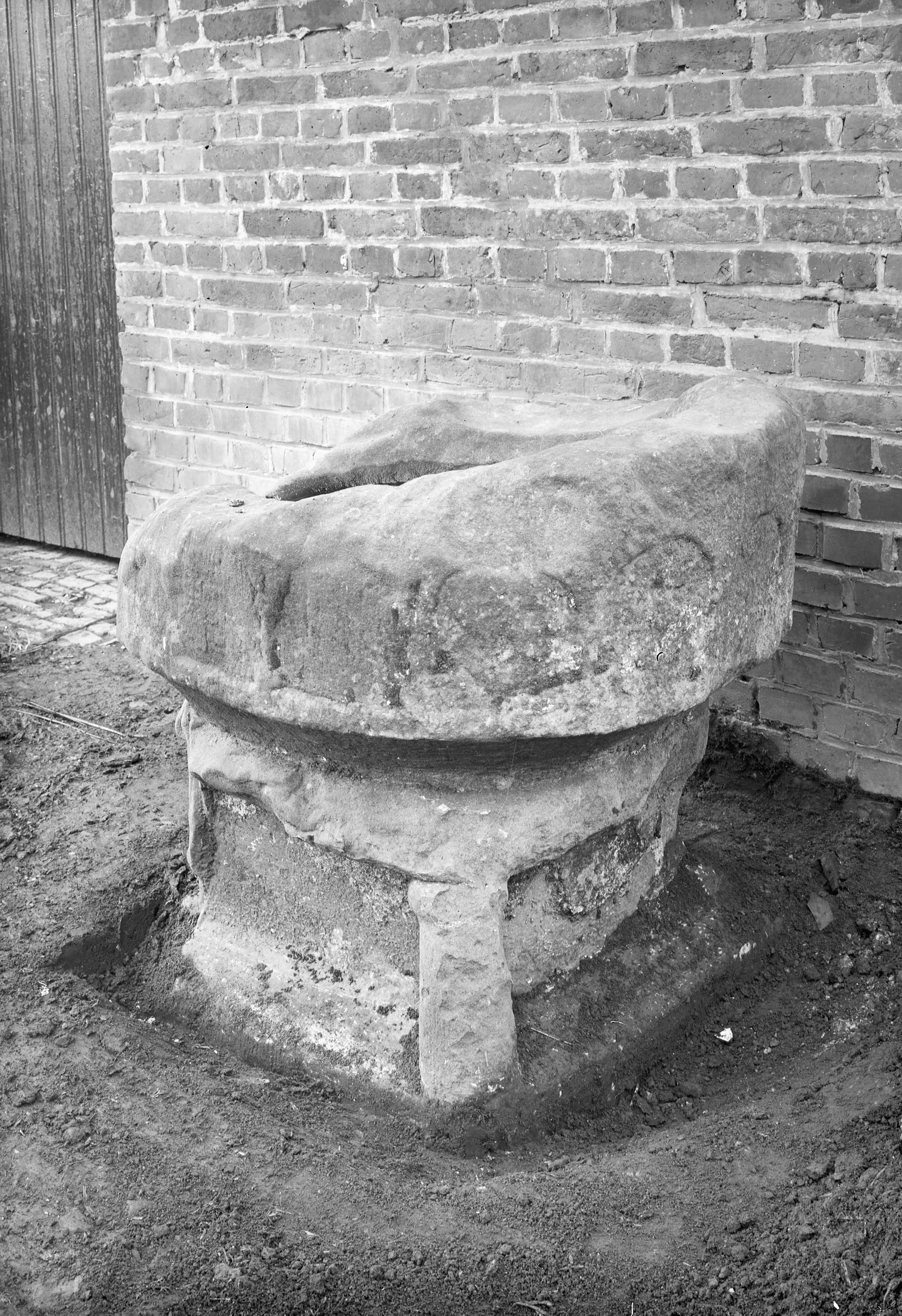
Doopvont, kerk van Heveskes
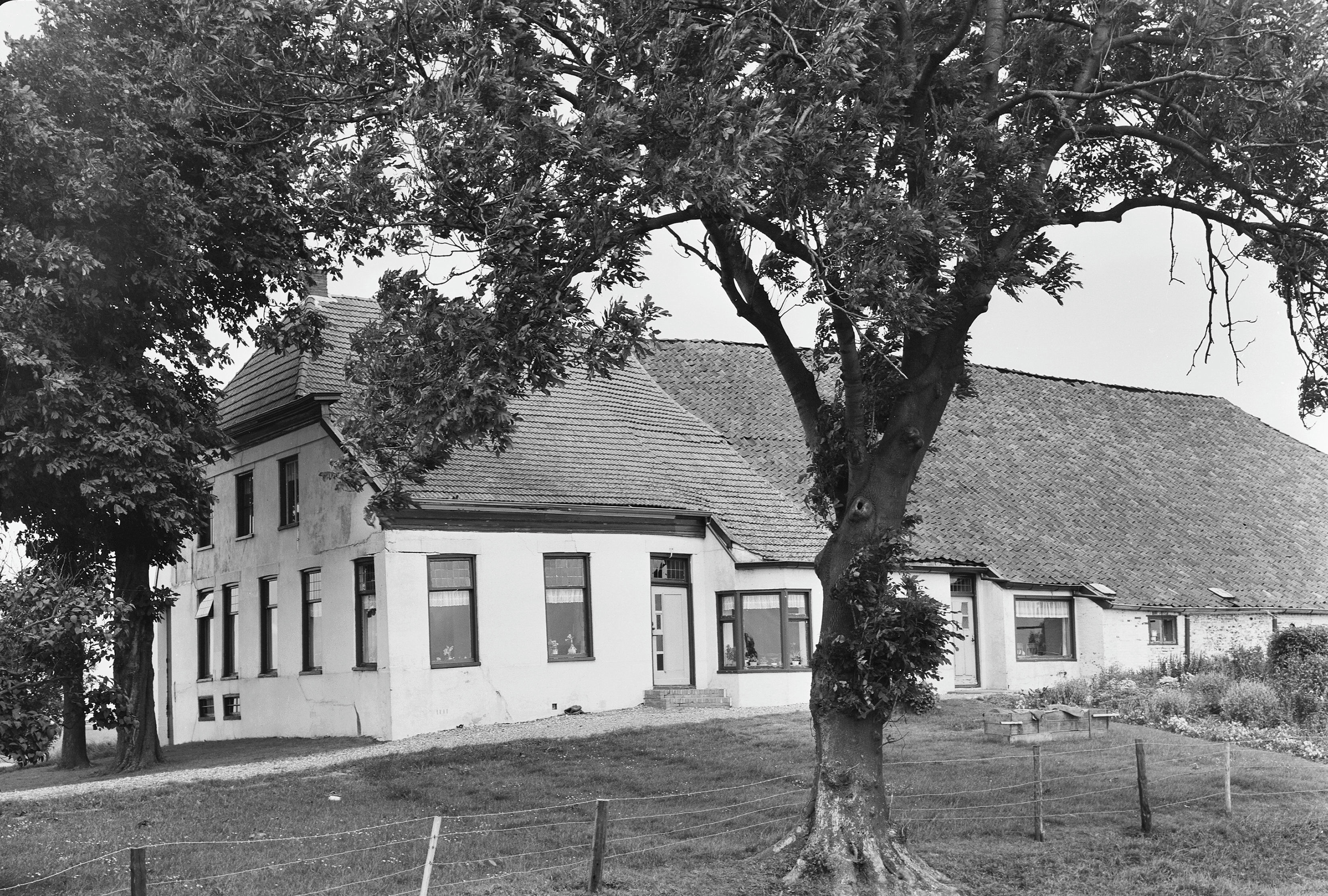
Boerderij in Heveskes
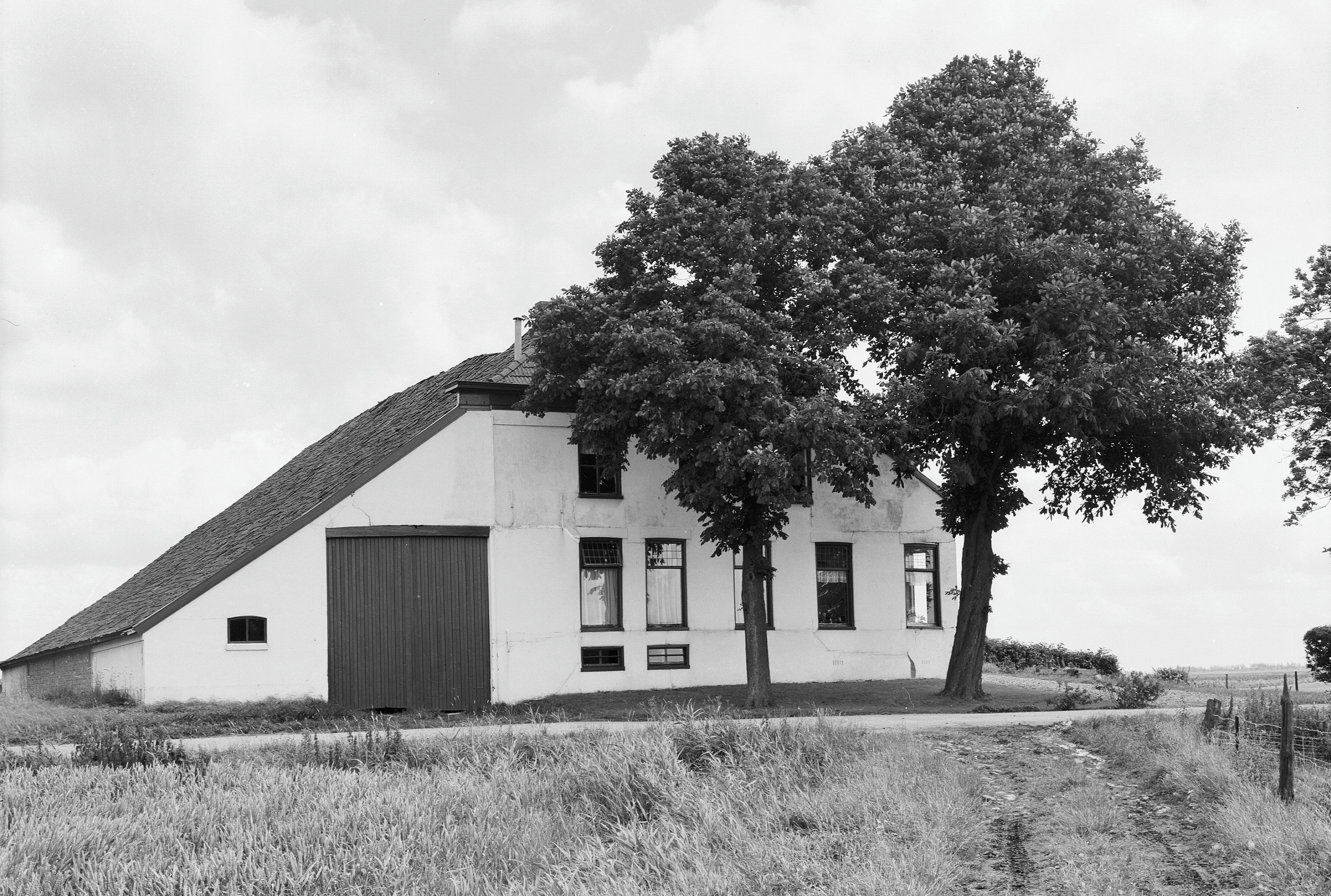
Boerderij aan de Kloosterlaan (Heveskesklooster)
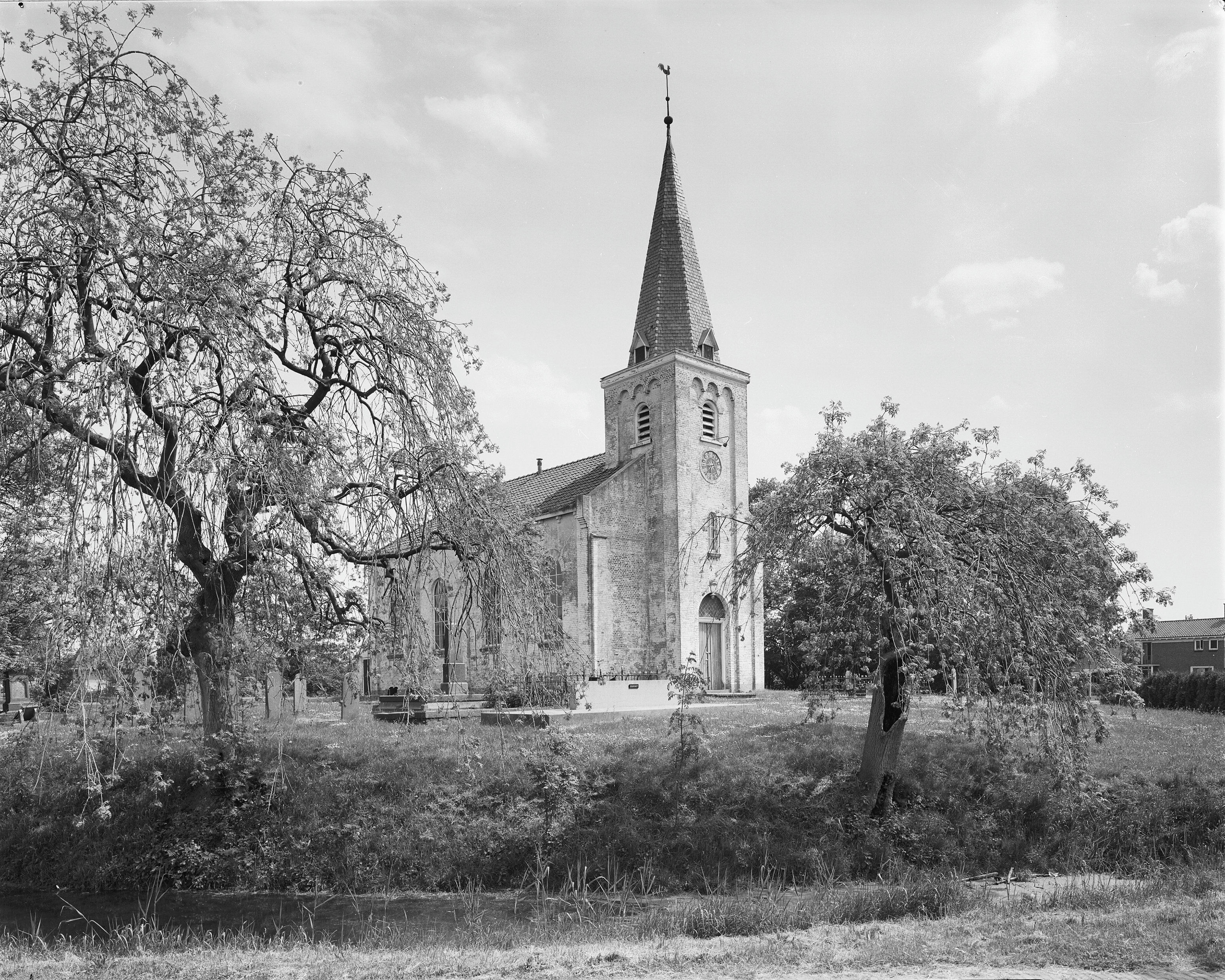
Kerk van Weiwerd, gebouwd 1877, gesloopt 1978
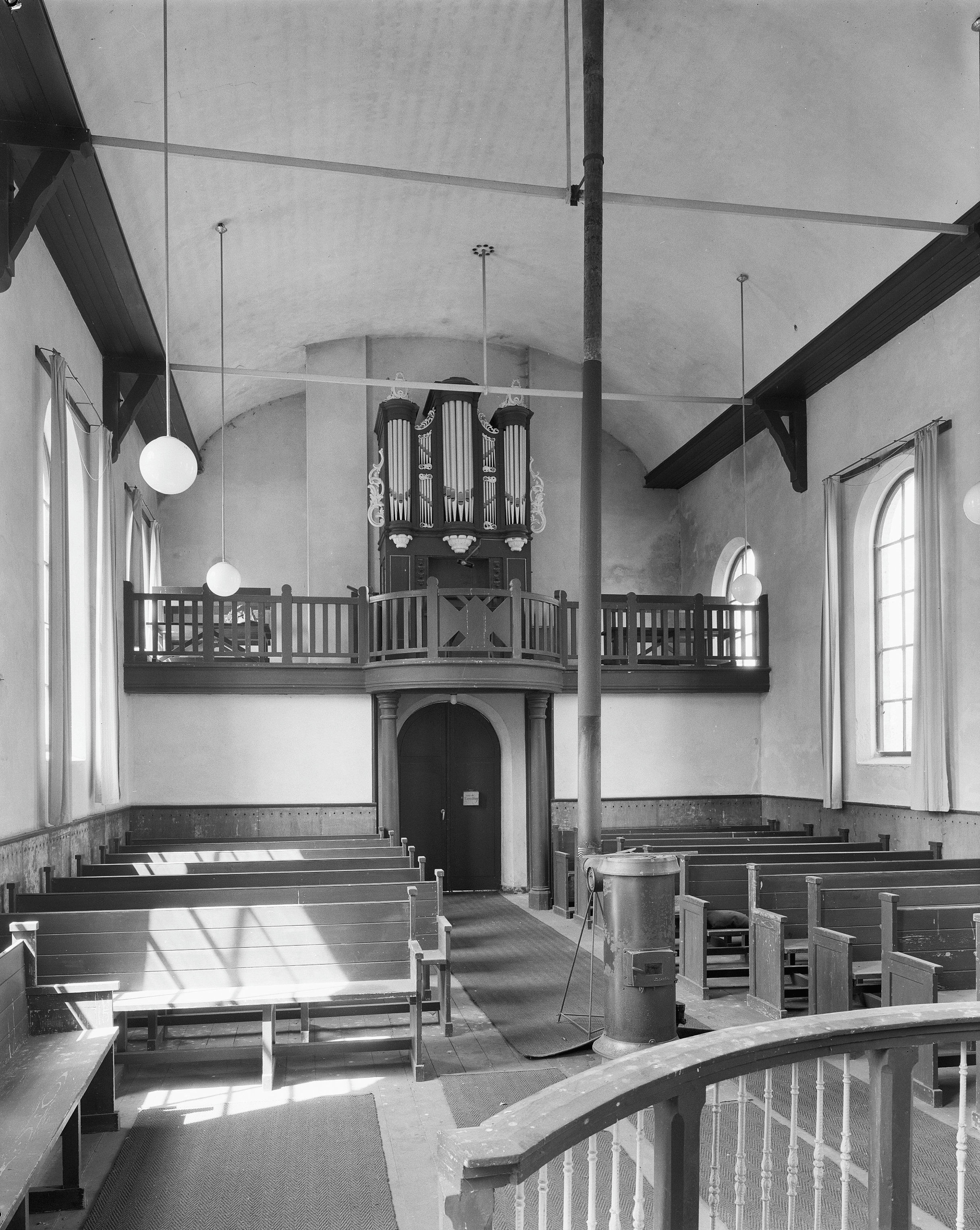
Kerk van Weiwerd met het Roelf Meijer-orgel

Waterhuishouding
Voor het waterbeheer in het oostelijk deel van het gebied waren er naast het al uit de 14e of 15e eeuw daterende Oterdumerzijlvest nog vier waterschappen (Heveskes, Lalleweer, Oterdumerpolder en Smitspolder), die bij een reorganisatie in 1908 opgingen in het waterschap Oterdum. De belangrijkste watergang was het Oterdumerdiep, waarop het Kloostermaar, het Oortjesmaar en de Lalleweerstermolenwatering uitkwamen. In 1908 werd een stoomgemaal gebouwd voor de afwatering op de zeesluis. Dit ondanks tegenstand van de meeste boeren, die zo'n dure voorziening waaraan zij moesten meebetalen niet nodig vonden. Zij gingen akkoord toen hun een gedeeltelijke ontheffing van de waterschapslasten in het vooruitzicht werd gesteld. In 1923 werd de stoomaandrijving van het gemaal vervangen door de toen revolutionaire verstuiverbakmotor van de Appingedammer Bronsmotorenfabriek. Voor de westelijke polders waren er drie waterschappen, waarvan De Valgen en De Putten ieder afwaterden op een ander deel van het Weiwerdermaar. Na het omwaaien van een molen in 1880 loosden zij via een afsluitbare pomp (duiker) bij de Oude Til op dezelfde waterloop, zodat in 1913 deze waterschappen werden samengevoegd tot De Valgen en de Putten, dat in 1926 werd ingelijfd door het waterschap Weiwerd(ermolenpolder). Met de naam Weiwerdermeer werden twee meerstallen in het hoogveen ten zuiden van Weiwerd aangeduid, die kort na 1910 werden drooggelegd. 
Verkeer en vervoer

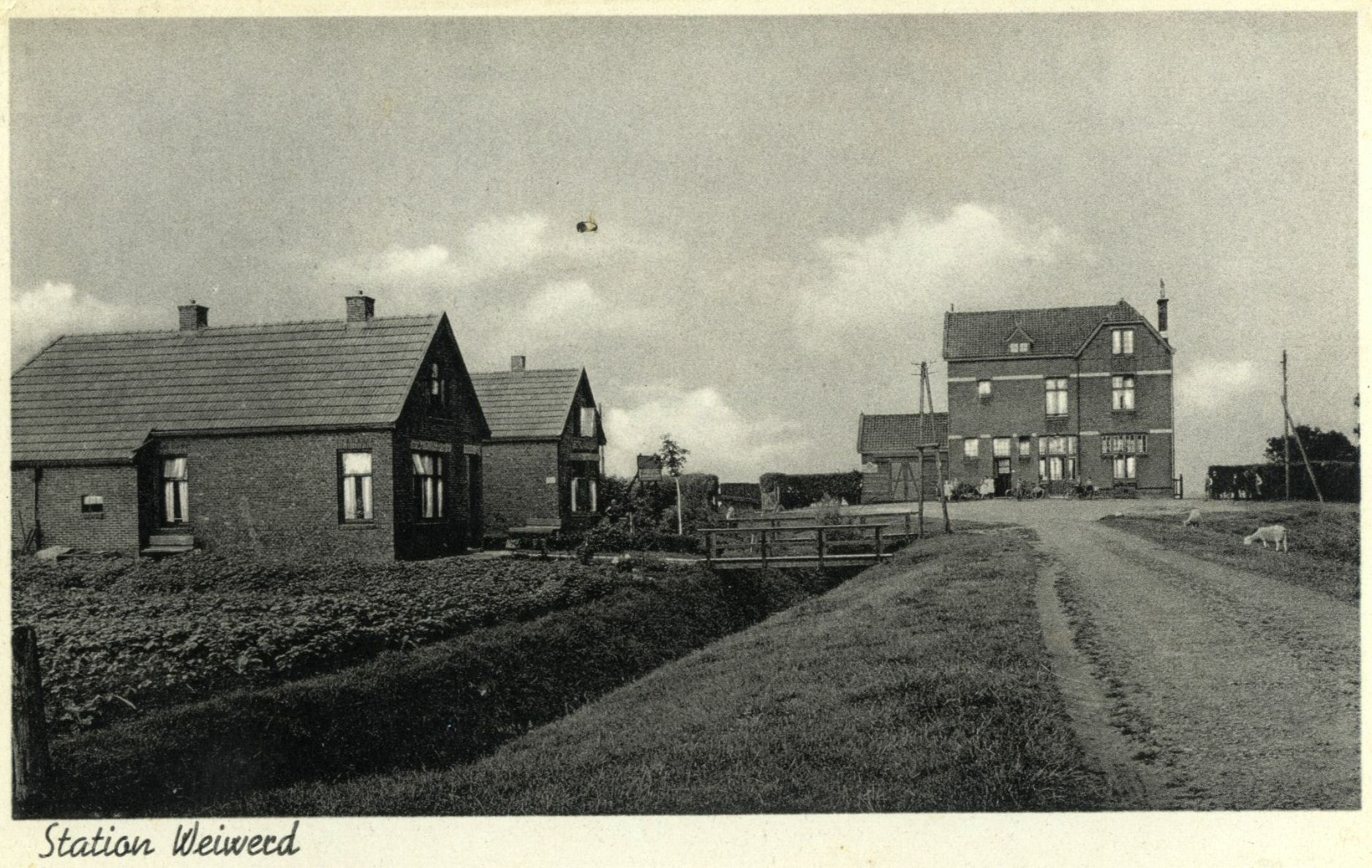
Station Weiwerd, waar de NOLS-lijn en het Woldjerspoor samenkwamen

Het gebied kreeg diverse railverbindingen, maar geen daarvan was succesvol. Het station Weiwerd, een door Eduard Cuypers ontworpen NOLS-standaardstation derde klasse, diende van 1910 tot 1934 voor de treinen van de NOLS-spoorlijn Zuidbroek - Delfzijl en nog korter, van 1929 tot 1941, voor die van de Woldjerspoorlijn Groningen - Weiwerd - Delfzijl. De sporen werden in 1942 opgebroken. Tijdens de Tweede Wereldoorlog werd het station Weiwerd door de Duitse bezetters gevorderd voor de verdediging. Langs de opgebroken spoorlijn waren bunkers en loopgraven aangebracht en langs de zuidkant van Weiwerd stond geschut opgesteld. Het stationsgebouw werd in 1945 door de geallieerden opgeblazen bij de bevrijding van Delfzijl. Ook het dorp zelf liep aanzienlijke schade op.

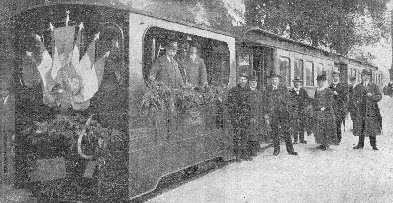
Ol’ Graitje: feestelijke opening in 1919 van de OG-tramlijn Winschoten - Delfzijl die door de Oosterhoek reed

Het kaapspoor van de stoomtramlijn Winschoten - Delfzijl van de Stoomtramweg-Maatschappij Oostelijk Groningen (OG), met de bijnaam Ol’ Graitje ("Ouwe Grietje") vanwege het sukkelende tempo, liep van 1919 tot 1948 aan de noordkant van de weg door de dorpskernen van Oterdum, Heveskes en Weiwerd. De lijn was ook een schakel in het goederenvervoer vanuit Drenthe en de Groninger Veenkoloniën naar de haven van Delfzijl. Het reguliere reizigersvervoer werd al in de jaren dertig aan de streekbus overgelaten. Tijdens de Tweede Wereldoorlog keerden de reizigerstrams terug, maar door oorlogsschade werd de tramdienst door de Oosterhoek na de bevrijding van Delfzijl niet hervat. In 1948 werden de sporen opgebroken. Bussen van DAM en GADO zorgden verder voor het openbaar vervoer langs de vroegere tramroute.
Voor het wegverkeer werd in 1956 Rijksweg 33 geopend, later de Provinciale weg 362 en bekend als de Gereweg, waardoor het doorgaande verkeer tussen Delfzijl en Oldambt niet meer de smalle Kloosterlaan van Heveskes naar Wagenborgen hoefde te nemen. De N362 volgt ten zuiden van Weiwerd het tracé van de vroegere NOLS-spoorlijn.

### Industrialisatie vanaf 1958

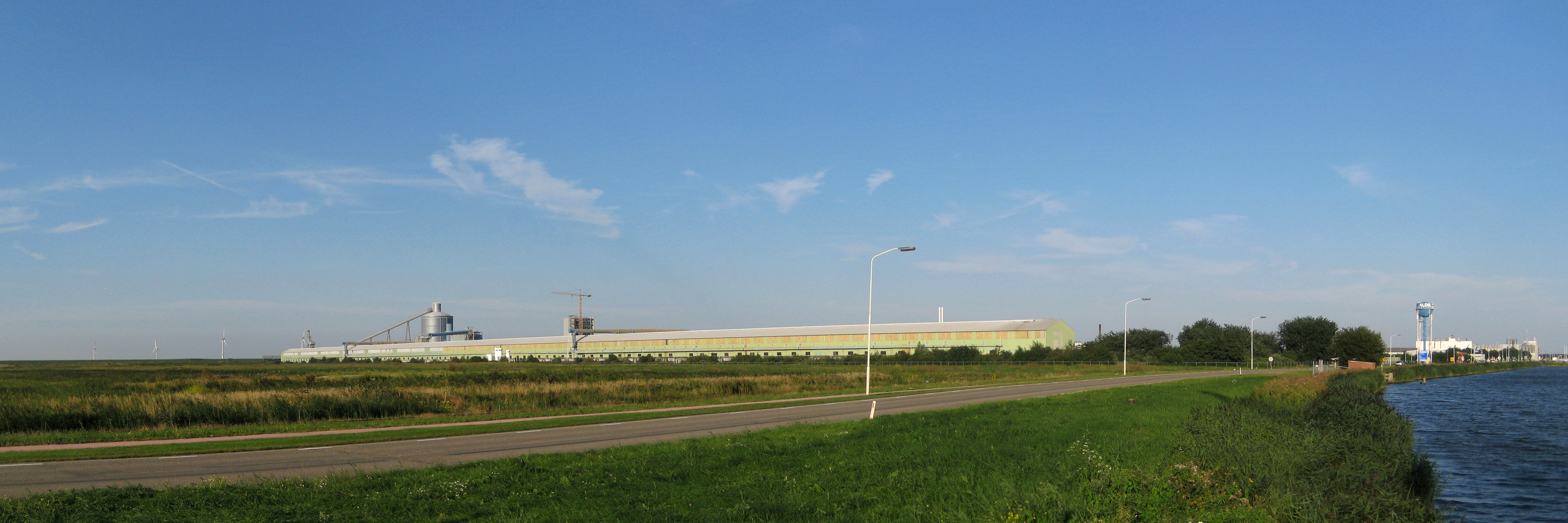
Aluminiumfabriek van Aldel, 1 kilometer lang. Dit bedrijf ging eind 2013 failliet en maakte tweemaal een doorstart tot het definitieve faillissement in 2022.

Sinds de prehistorie was het dunbevolkte landschap gekenmerkt door een grotendeels agrarische bedrijvigheid en getekend door de strijd tegen het water, maar in de tweede helft van de 20e eeuw kwam daarin radicaal verandering. Eind jaren vijftig werd de Oosterhoek aangewezen om te worden ontwikkeld tot industriegebied ten behoeve van de haven van Delfzijl. De naam 'Oosterhorn' die het industriegebied kreeg, betekent 'oosterhoek'.
Als eerste vestigde zich er in 1958 de Koninklijke Nederlandse Soda Industrie, in de volksmond "de Soda" (later onderdeel van AkzoNobel, in 2009 gesloten en in 2013-2014 gesloopt). De grote, één kilometer lange aluminiumsmelterij van Aldel op een terrein van 10 hectare werd in 1966 in gebruik genomen, waardoor Heveskes geïsoleerd kwam te liggen. Dit bedrijf werd na tweemaal een doorstart in 2022 definitief gesloten.
Op grond van de plannen werd besloten dat de drie dorpen moesten worden ontruimd en gesloopt. In het geval van Oterdum kwam de Deltawet daar nog bij. De zeedijk moest op deltahoogte worden gebracht, waardoor er geen plaats voor het dorp overbleef. Naar de toenmalige inzichten van rijksoverheid en provincie was er geen aanleiding een alternatieve oplossing te zoeken.
Omstreeks 1960 had Weiwerd ongeveer 450 inwoners, Heveskes ruim 200 en Oterdum met Oterdumerwarven iets minder dan 200. De Oosterhoek in totaal, inclusief de buitengebieden, had daarmee ongeveer 900 inwoners. In de periode 1960-1980 moesten de bewoners vertrekken naar andere plaatsen in de omgeving. Een aantal agrariërs maakte gebruik van het aanbod om in Oostelijk Flevoland een nieuw bedrijf op te bouwen. De plaatselijke voetbalclub, opgericht in 1952, vond een nieuwe accommodatie in de Delfzijlster wijk Tuikwerd, maar heet nog steeds v.v. Oosterhoek. Ook in het kerkelijk leven was de neergang zichtbaar. In 1968 werden de kerkgemeenten in de Oosterhoek wegens een teruglopend ledenaantal samengevoegd met die van de kerk van Meedhuizen en het jaar daarop met die van Farmsum.
Het lot van Heveskes, Heveskesklooster, Oterdum en Oterdumerwarven werd in vrij korte tijd beslecht, maar de verwijdering van de bebouwing van Weiwerd werd een langdurig proces. Een klein gedeelte bestaat nog tot op de huidige dag. Het aan de Oosterhoek grenzende Borgsweer is gespaard gebleven, al hebben ook daarvoor sloopplannen bestaan. De oprukkende industrialisatie kwam echter tot stilstand, zodat er geen bebouwing plaatsvond op de plekken waar de dorpen hebben gestaan. Hierdoor is regelmatig de opvatting uitgesproken dat de gedwongen ontvolking en sloop niet nodig waren geweest. Het zou echter sowieso niet verantwoord zijn geweest het woongebied te handhaven door de milieu-impact van de omringende industrie. In het Chemiepark Delfzijl is ongeveer 16% van de totale Nederlandse chemische industrie gevestigd, waarmee het - samen met Botlek / Maasvlakte en het haven- en industriegebied Moerdijk - tot de meest milieubelastende industriegebieden van Nederland behoort.  
Over het tracé van de vroegere spoorlijn van Weiwerd richting Delfzijl loopt de Oosterveldweg (N991), een belangrijke ontsluitingsweg voor het haven- en industriegebied. Het verkeer richting Termunten en Woldendorp dat vroeger door de dorpen reed, neemt de Warvenweg (N992) die de zuidelijke begrenzing van het gebied vormt. Er is weer spoorvervoer in de Oosterhoek: langs het kerkje van Heveskes loopt sinds 1973 een goederenspoorlijn naar Oosterhorn, de Stamlijn Delfzijl als uitloper van de spoorlijn Groningen - Delfzijl. Het waterbeheer is sinds 1 januari 2000 in handen van het grote overkoepelende waterschap Hunze en Aa's.

### 21e eeuw

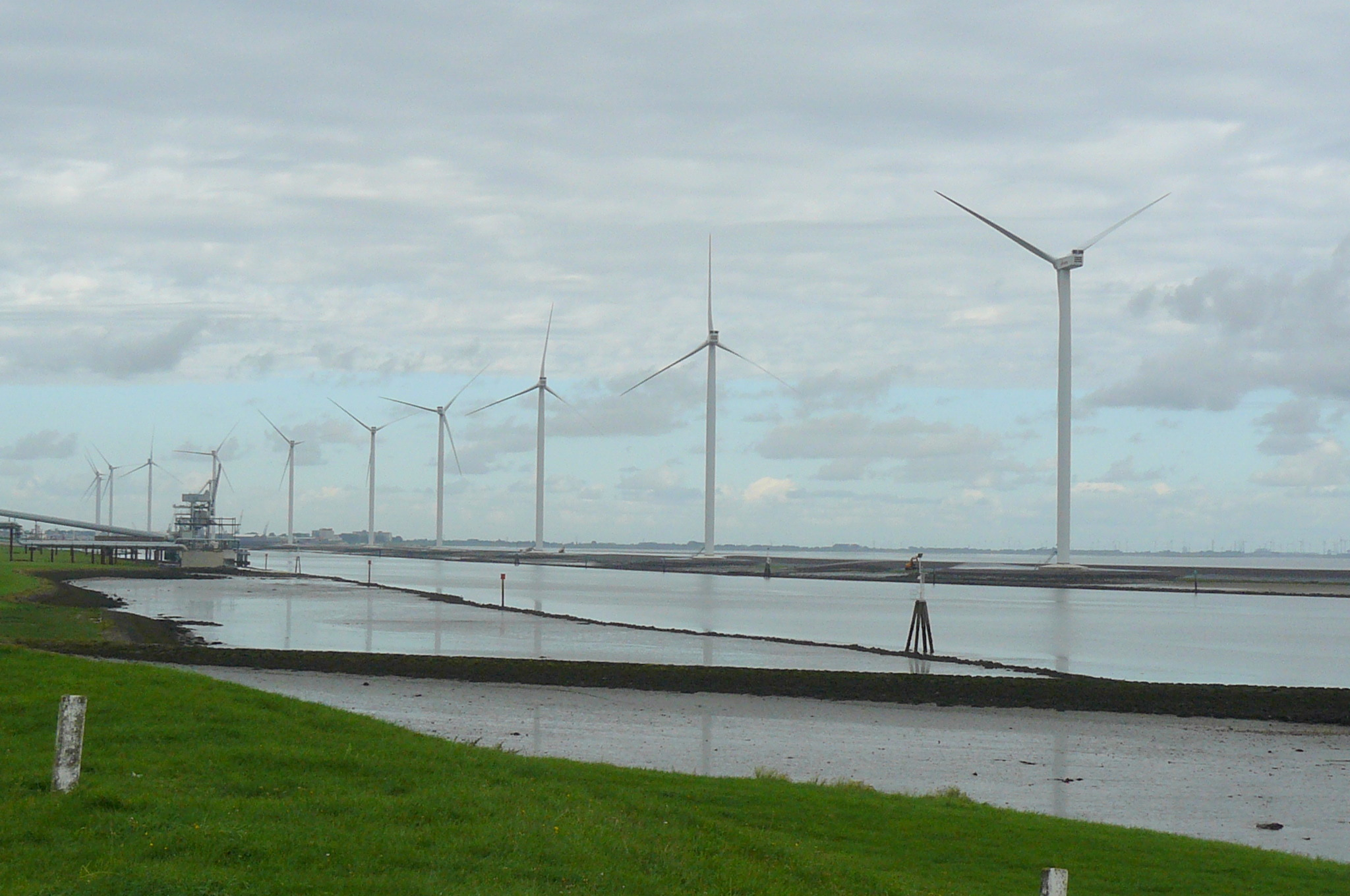
Windpark Delfzijl Noord op de Schermdijk

In de 21e eeuw komt de nadruk bij de bedrijvigheid in de Oosterhoek/Oosterhorn te liggen op duurzame energie. Parallel aan de zeedijk langs de Oosterhoek in de Bocht van Watum is een lange smalle zeedijk aangelegd, de Schermdijk. Hierdoor is het Zeehavenkanaal langs industriegebied Oosterhorn ontstaan. Op de niet openbaar toegankelijke Schermdijk staan veertien windturbines van het in 2015 geopende Windpark Delfzijl Noord, dat zich ondanks de naam niet in de buurt van Delfzijl-Noord bevindt, maar zuidoostelijk van Delfzijl. De vijf overige molens van dit windmolenpark staan op de nieuw aangelegde Pier van Oterdum, die ter hoogte van het voormalige Oterdum de Eemsmonding in steekt. Hier is ook een broedeiland voor watervogels aangelegd. De volledige productie van het windpark staat in de periode 2016-2026 ten dienste van het datacenter van Google in de Eemshaven.
In april 2023 werd bekend dat de Oosterhoek een rol kan gaan spelen in het verzekeren van de stabiliteit van het stroomnet. Het bedrijventerrein van 10 hectare van de failliet gegane aluminiumfabriek Aldel/Damco werd voor 12 miljoen euro verkocht aan de Amstelveense batterijbouwer Giga Storage. Met gebruikmaking van de grote capaciteit van de stroomaansluiting van de fabriek kan op deze plek een zeer omvangrijk batterijpark worden ingericht om aan de groeiende vraag naar duurzaam opgewekte elektriciteit te kunnen voorzien.

## Wat nog rest
Wat nog rest van de oude Oosterhoek zijn enkele boerderijen, een klein deel van Weiwerd, de kerk van Heveskes en het gereconstrueerde kerkhof op de vergrote zeedijk bij Oterdum.

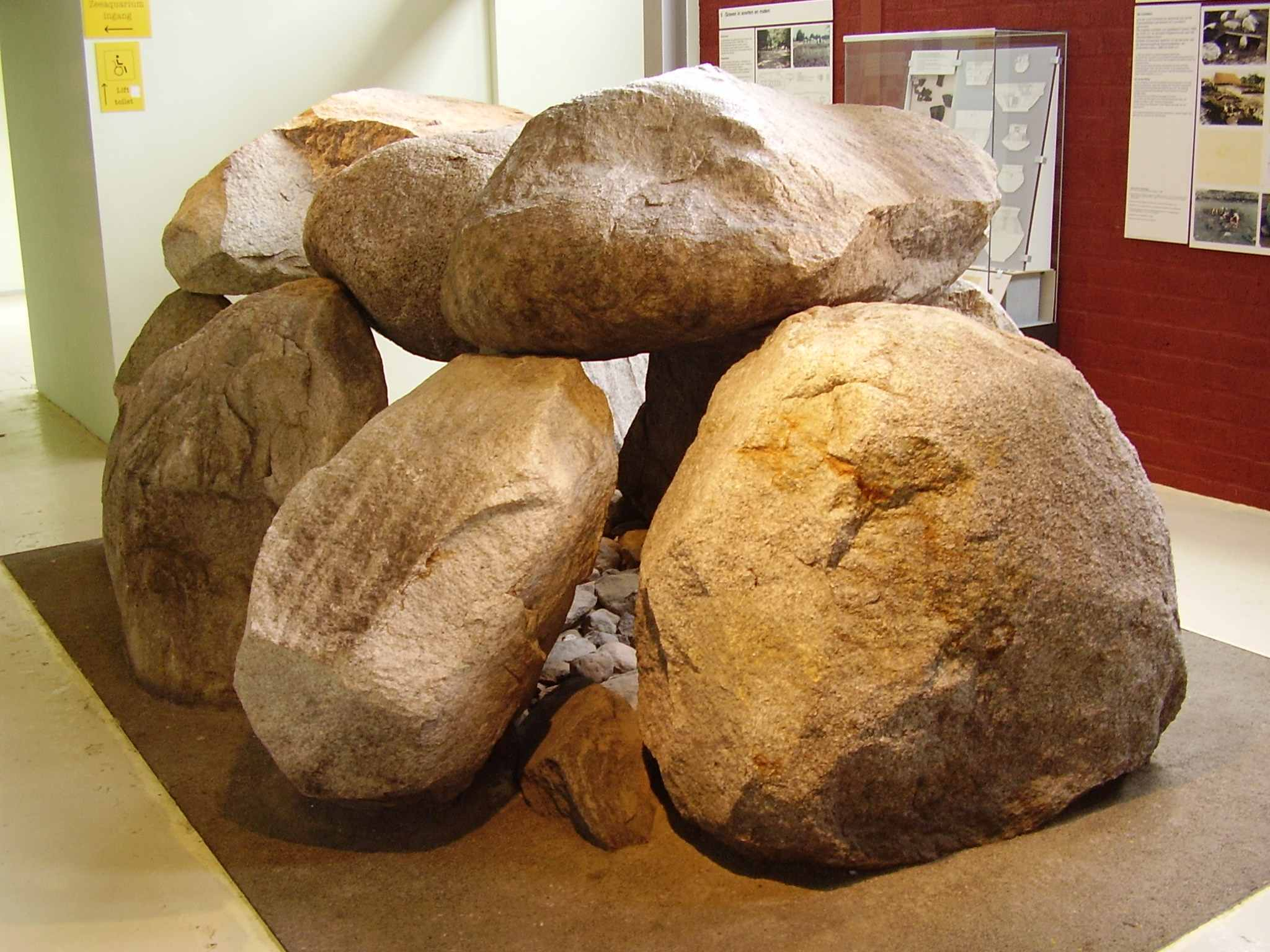
Hunebed van Heveskesklooster (Muzeeaquarium Delfzijl)
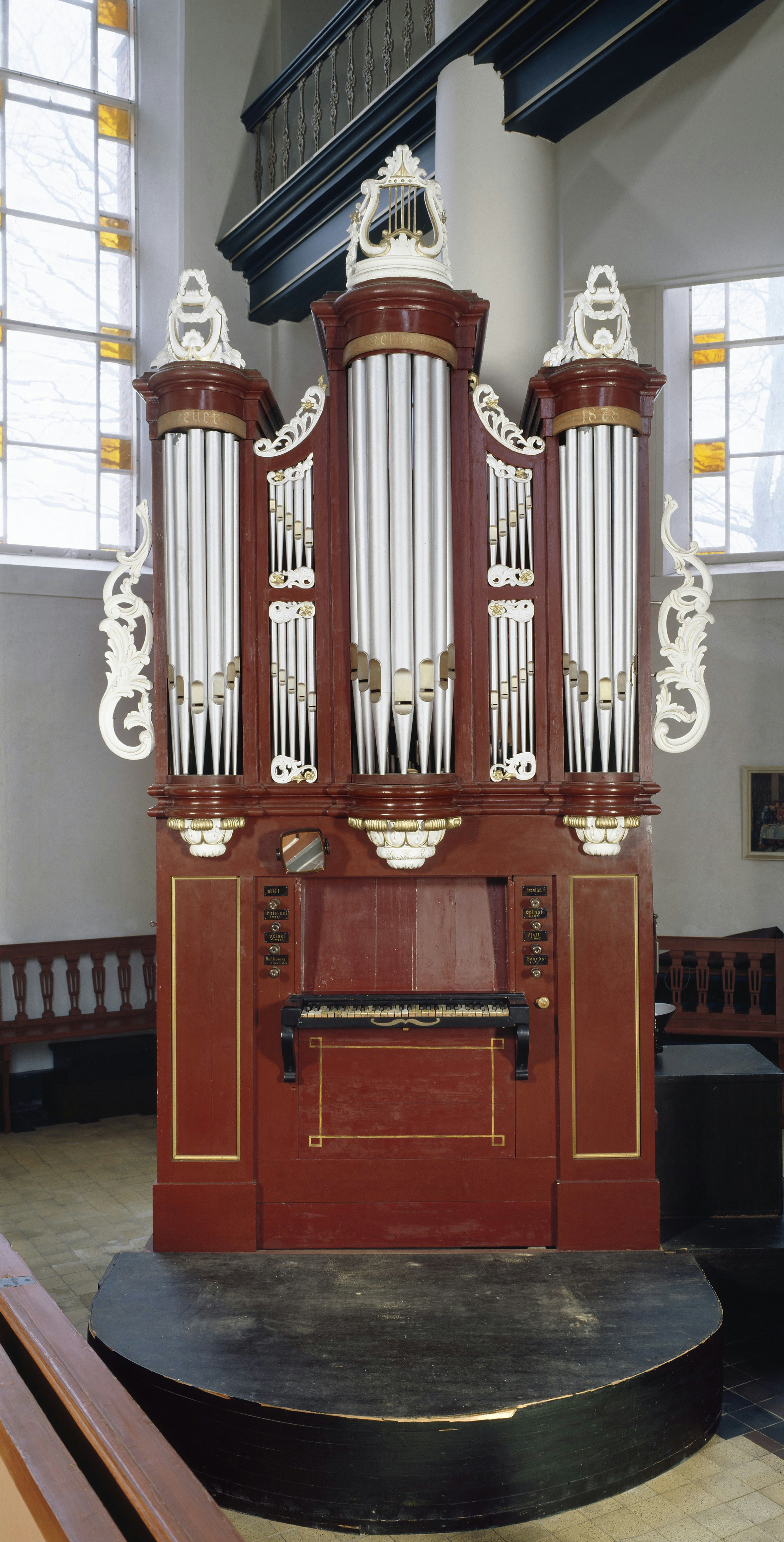
Orgeltje uit Weiwerd in de kerk van Farmsum
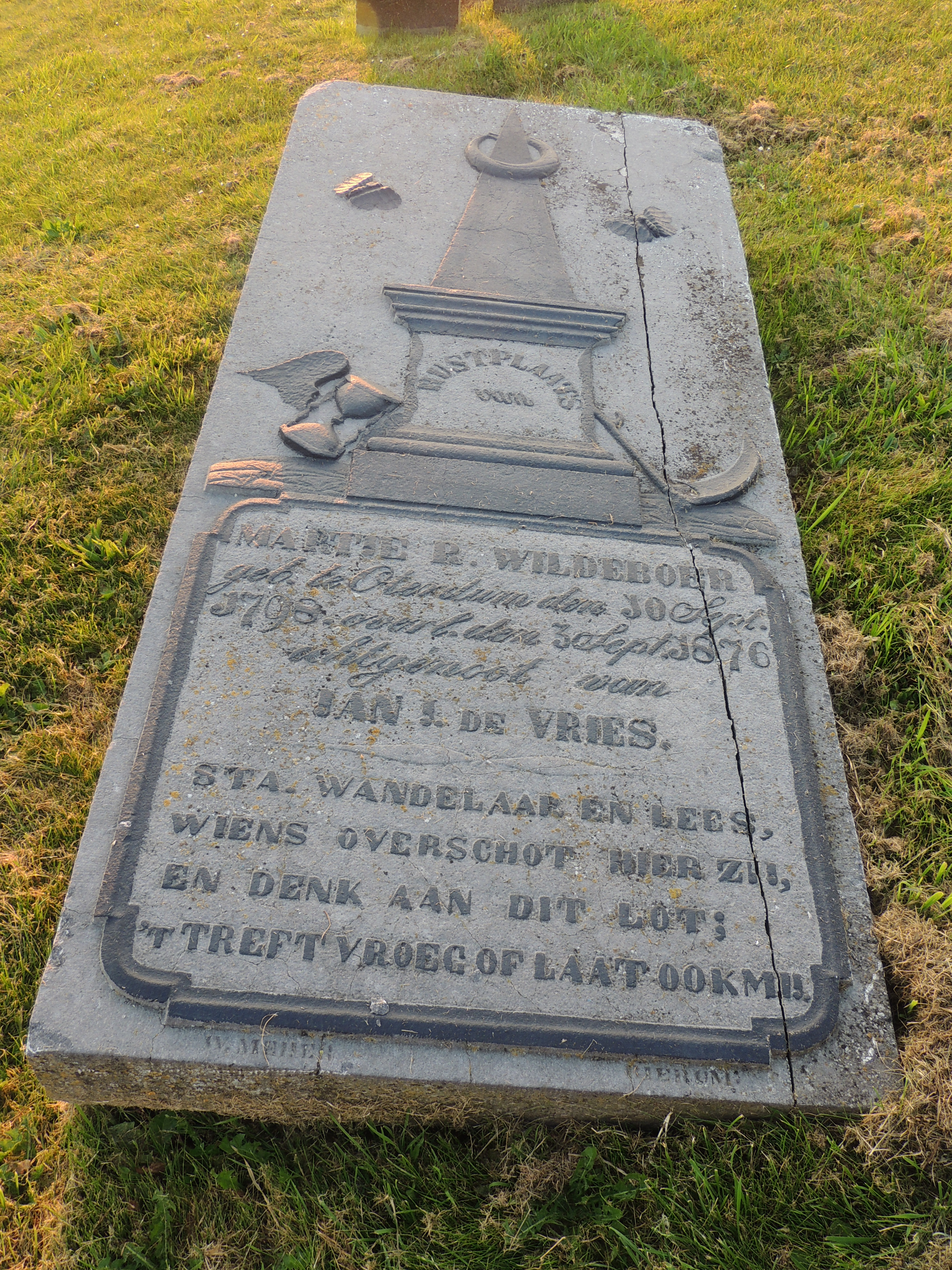
Grafsteen uit 1876 van Martje R. Wildeboer op de dijk bij Oterdum
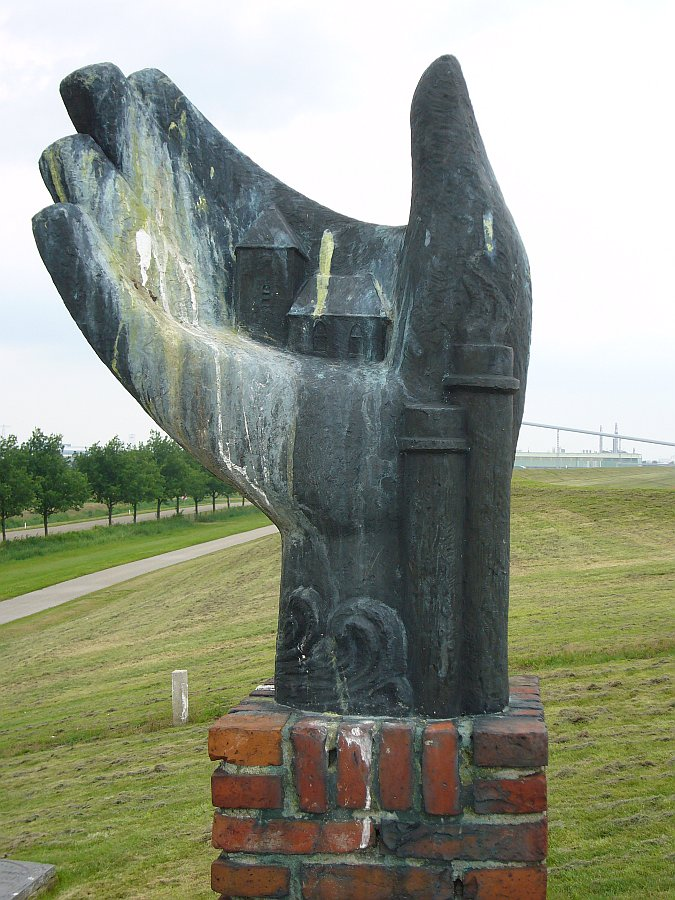
Monument Oterdum van Thees Meesters, de kerk in de handpalm
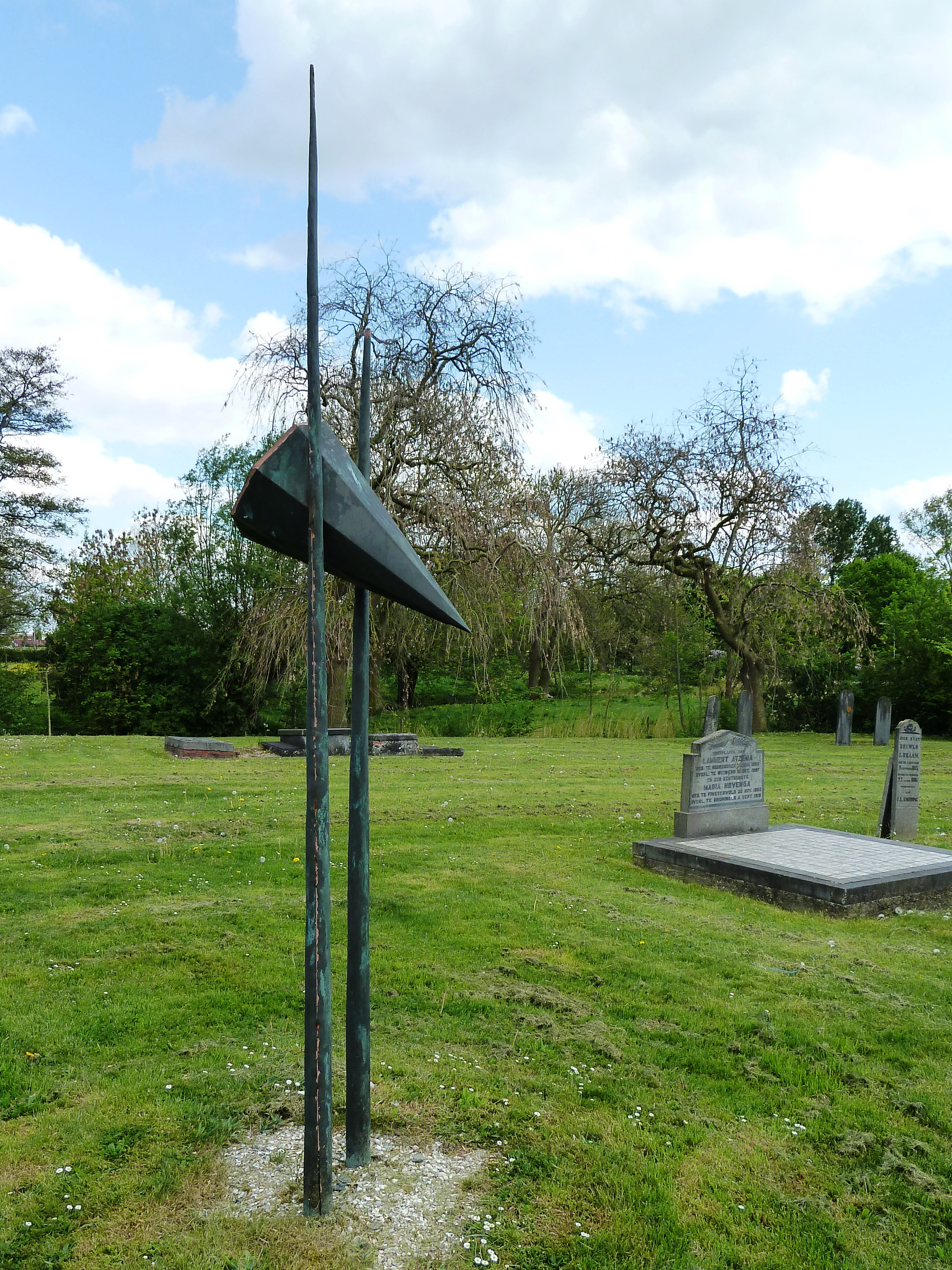
Monument voor de verdwenen kerktoren van Weiwerd van Hans Mes (1993)

Hunebed
Het in 1982 in Heveskesklooster opgegraven hunebed G5 uit 3400 v.Chr., het noordelijkste dat (min of meer bij verrassing) ooit in Nederland is aangetroffen, bevindt zich in het Muzeeaquarium Delfzijl. Het bestaat uit zes zijstenen, een sluitsteen en drie dekstenen. De bijbehorende steenkist uit het neolithicum is ondergebracht in het Hunebedcentrum in Borger. Het verwijderen en splitsen van dit archeologische monument is een grote uitzondering in de moderne tijd. Het bijzonder gesitueerde, unieke hunebed mocht niet blijven liggen op de vindplaats, omdat men ervan uitging dat de industrie tot hier zou oprukken. Uiteindelijk gebeurde dit niet, maar toen was het hunebed al verwijderd en over twee verschillende musea verdeeld. In de zomer van 2018 verhuisde het hunebed, nog steeds gescheiden van de steenkist, mee naar het nieuwe onderkomen van het Muzeeaquarium Delfzijl, dat door dijkverzwaring verplaatst moest worden. 
Kerkmeubilair
Het Nederlands Openluchtmuseum toonde in 1961 belangstelling voor de witgepleisterde kerk van Oterdum, die in Arnhem opnieuw zou worden opgebouwd, maar dat is niet doorgegaan. Van de gesloopte kerken van Oterdum en Weiwerd en het leeggeruimde kerkje van Heveskes werden de orgels, de preekstoelen, overige delen van het meubilair en sommige luidklokken opnieuw gebruikt in andere kerkgebouwen van de Nederlandse Hervormde Kerk (nu PKN), soms ver van de provincie Groningen verwijderd.
- Het Lohmanorgel (bouwjaar 1855) inclusief het oksaal uit Oterdum staat sinds 1974 in de hervormde kerk van Heinenoord in de Hoeksche Waard.
- De Oterdumer preekstoel uit omstreeks 1745 van Jan Bitter sr., met houtsnijwerk van Casper Struiwig, verhuisde naar de Marktpleinkerk in Winschoten.
- De psalmborden uit Oterdum hangen in de kerk van Engelbert.
- Het uurwerk van de Oterdumer kerk kreeg een plaats in de particulier bewoonde kerk van Jukwerd.
- Grenzend aan de Oosterhoek is het uit 1878 daterende Meijerorgel uit Weiwerd te vinden als koororgel in de kerk van Farmsum.
- Ook de luidklok uit de Weiwerder kerk is daarheen gegaan.
- De 18e-eeuwse preekstoel uit Weiwerd met motieven in empirestijl vond een plaats in de kerk van Kropswolde.
- Het Van Damorgel van de kerk van Heveskes uit 1888 werd in 1975 verplaatst naar de kerk van Uitwierde.
- De preekstoel van Heveskes uit 1781, met fraai houtsnijwerk van Abraham Bekenkamp, ging naar de kerk van Engelbert.
- De doopvont uit omstreeks 1200 van de kerk van Heveskes bevindt zich in de Ursuskerk in Termunten.

Monumenten
- Op de dijk bij Oterdum stond sinds 1978 een monument van de beeldhouwer Thees Rijkhold Meesters, maar dit werd in februari 2011 door bronsdieven weggehaald. Op 31 mei 2013 kwam er een plastic replica, vervaardigd door Mette Bus, voor in de plaats.
- Een monument voor de verdwenen kerktoren van Weiwerd, vervaardigd door Hans Mes, werd in 1993 onthuld, met als motto de regels:

Bouwend aan een perspectief
verloor de horizon een toren
iets blijft zichtbaar
groei verwisselt eeuwig
het tijdelijke.
Kerk van Heveskes
De kerk van Heveskes, die als oudste en enige van de drie nog overeind staat, is een romanogotisch zaalkerkje. De oudste delen dateren van omstreeks 1200. Na beschadiging in de Tachtigjarige Oorlog werd de kerk rond 1600 in gewijzigde vorm hersteld. Enkele delen zijn uit de laatste decennia van de achttiende eeuw.
In 1974 poogde het Nederlands Openluchtmuseum het gebouw te verwerven, maar het kerkbestuur gaf de voorkeur aan verkoop aan het havenschap. Dat heeft diverse malen een sloopvergunning aangevraagd, die niet werd verleend voor dit rijksmonument. Ook zijn er tot vier keer toe plannen geweest om de kerk te verplaatsen: naar Garsthuizen in 1982, naar het Nagasaki Holland Village in Japan in 1989, naar een andere plek binnen de gemeente Delfzijl in 1993 en naar de wierde van Weiwerd in 2007. Geen van deze plannen vond doorgang, vanwege de kosten en praktische bezwaren, maar ook omdat tegenstanders van mening waren dat de kerk thuishoort op de historische plek waar hij al sinds de middeleeuwen staat, en zo het beste herinnert aan de verdwenen dorpsgemeenschap. 
Het havenschap droeg de kerk in 1995 over aan de Stichting Oude Groninger Kerken. Met geld van zowel de gemeente Delfzijl als particulieren (na een inzamelingsactie) werd het gebouw gerestaureerd. Bij gebrek aan een kerkgemeenschap is het gebouw geen kerk meer. Kerkdiensten worden er niet meer gehouden en al het meubilair is verwijderd. Door de veiligheidseisen in het industriegebied is het gebouw nauwelijks voor andere doeleinden te gebruiken. Er is weleens een ontvangst of bedrijfspresentatie. Het kerkhof van Heveskes werd in 2002 gerestaureerd.

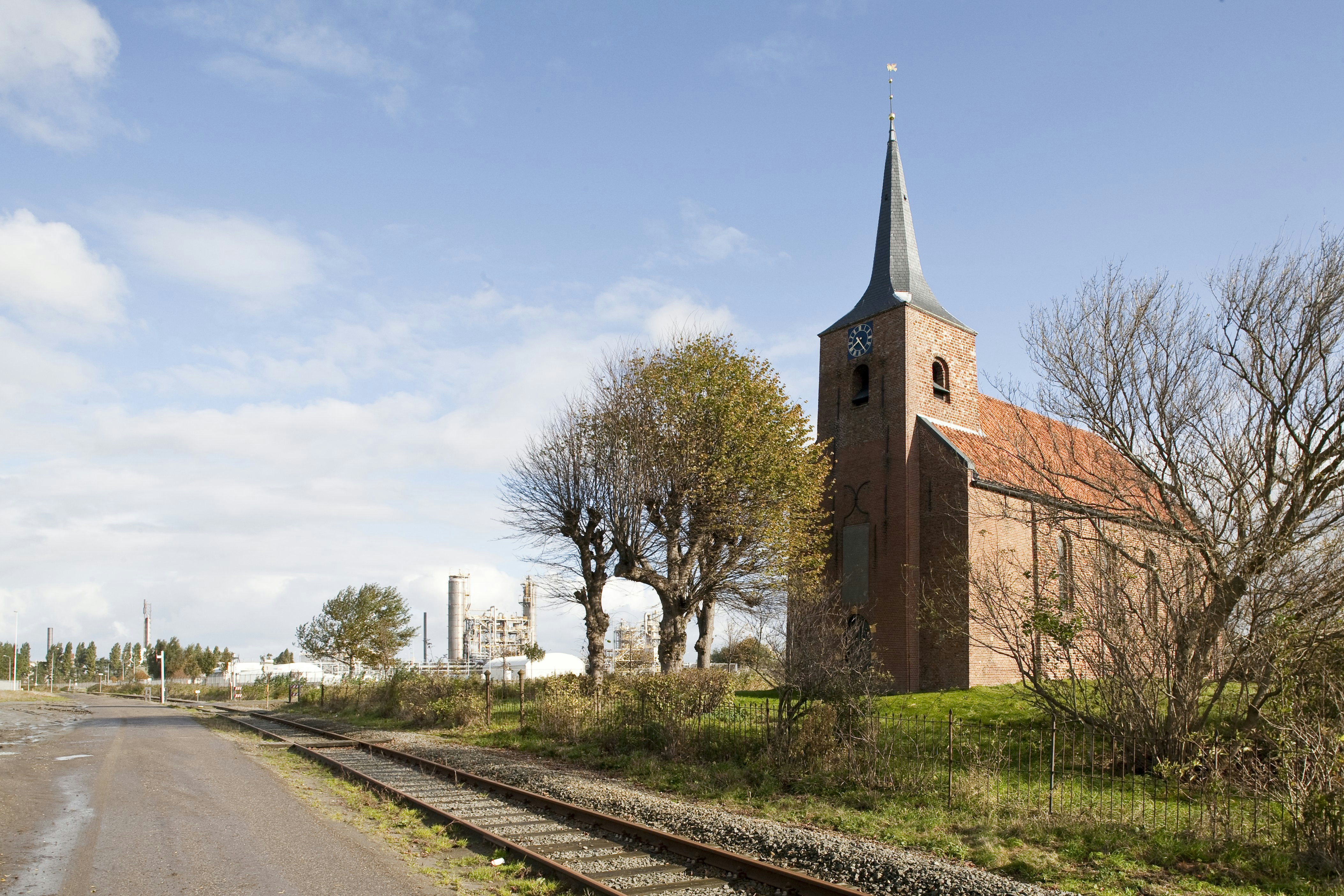
Het kerkje van Heveskes met het goederenspoor
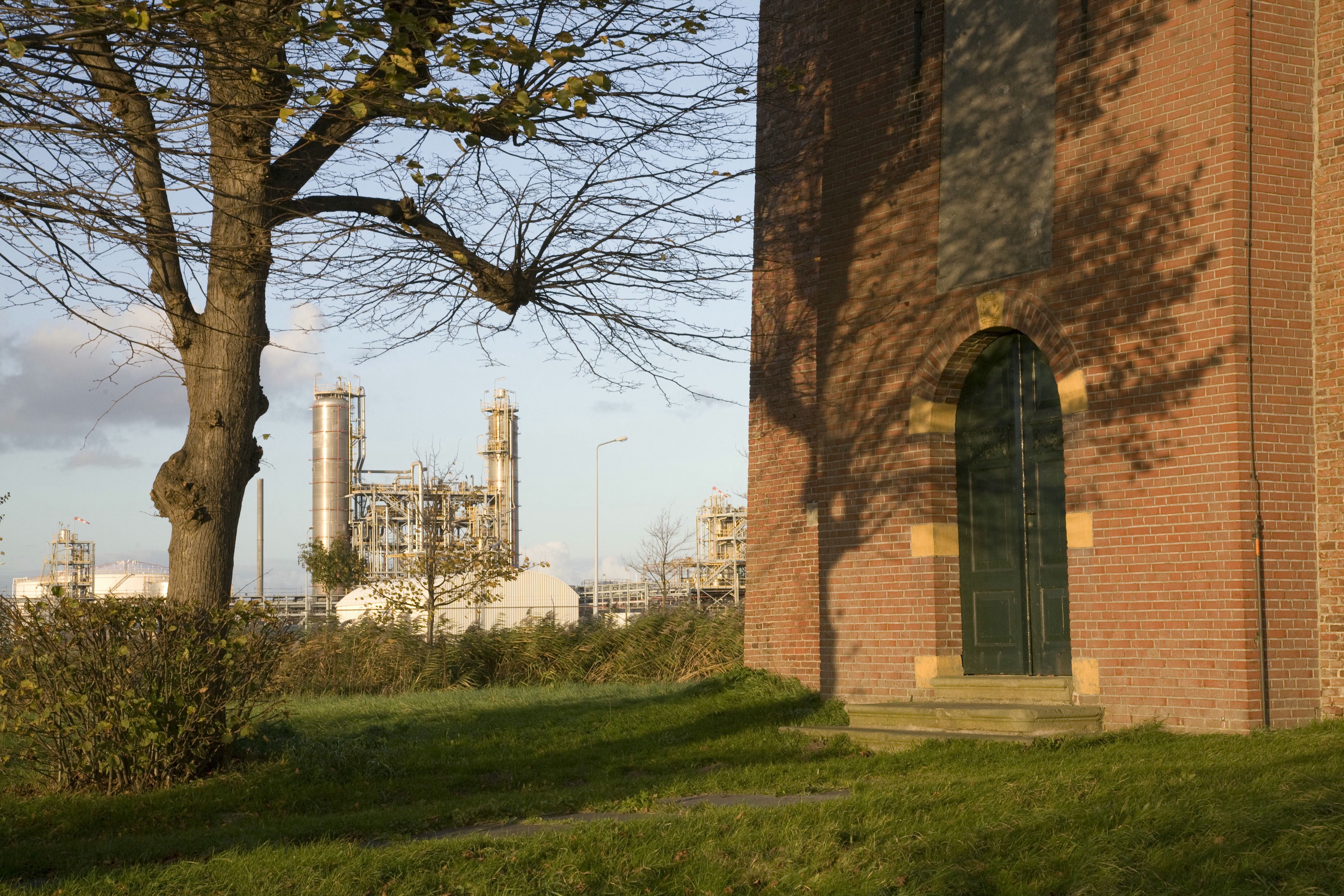
Chemische industrie naast het kerkje van Heveskes
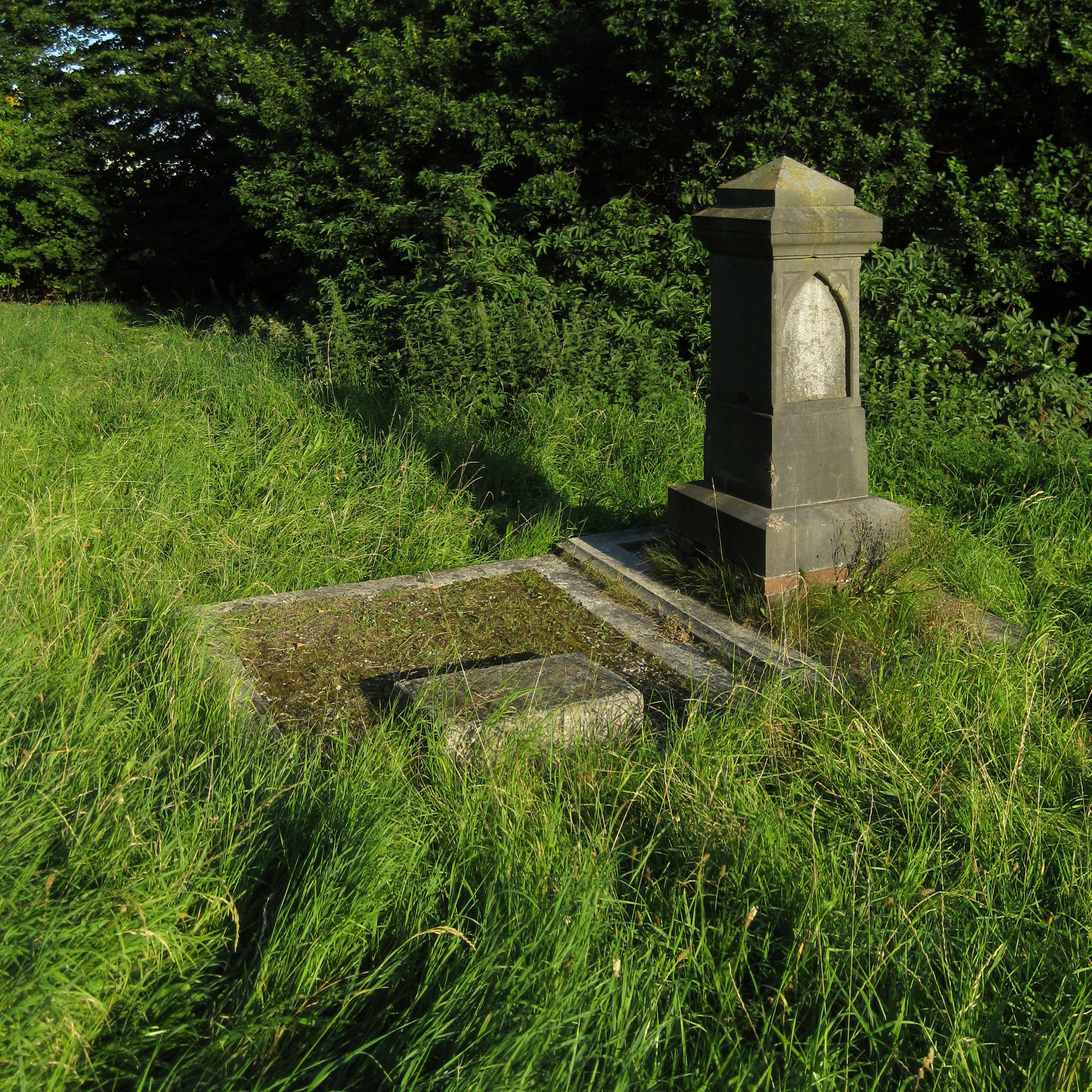
Graf bij het kerkje van Heveskes
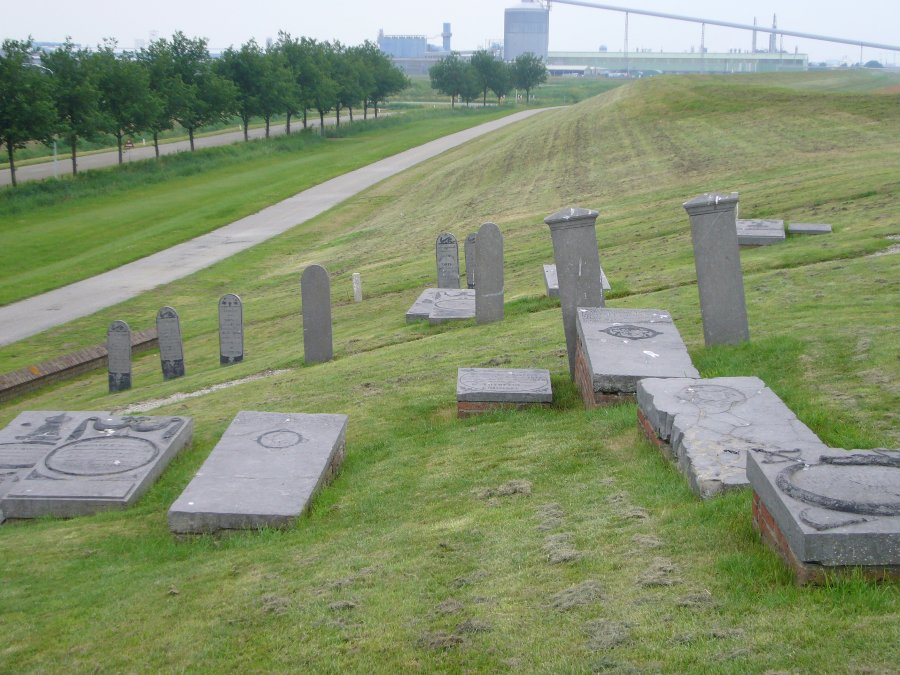
Gereconstrueerd kerkhof van Oterdum op de zeedijk
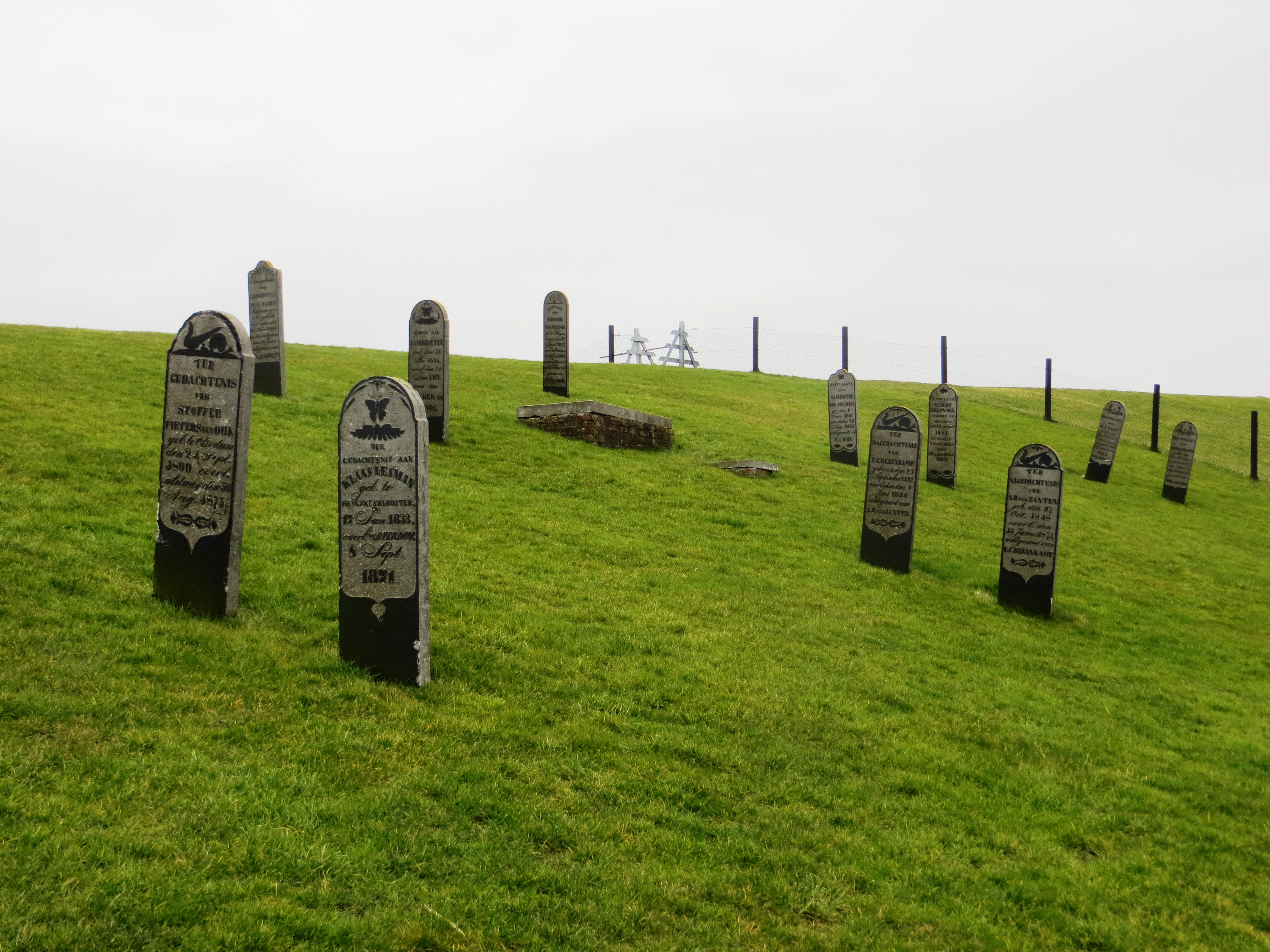
Grafstenen op de dijk bij Oterdum

## Weiwerd
Over het restant van Weiwerd is in de jaren negentig strijd geleverd door de laatste bewoners tegen Groningen Seaports en de gemeente Delfzijl. Hiertoe werd in 1995 de Stichting Behoud Weiwerd opgericht. In 2001 werd overeengekomen dat een aantal vervallen maar beeldbepalende gebouwen, waaronder de voormalige lagere school, mocht blijven staan in afwachting van verdere plannen voor het gebied.
In 2007 opperde Groningen Seaports de braakliggende wierde van Weiwerd te gaan gebruiken voor een terrein voor kleinschalige en innovatieve bedrijven, dat de naam Delfoord zou krijgen. Middelpunt hiervan zou het te verplaatsen kerkje van Heveskes moeten worden, dat daardoor van zijn geïsoleerde ligging op het industriegebied zou worden verlost. De eigenaar, de Stichting Oude Groninger Kerken, is echter van mening dat de kerk thuishoort op de historische plek waar hij al acht eeuwen staat, zodat dit onderdeel van het plan niet doorgaat.
Groningen Seaports presenteerde in 2010 een nieuwe versie van het plan voor het "kennisintensief bedrijvenpark Brainwierde Weiwerd", waarbij de nog bestaande gebouwen, zoals de school, zouden worden opgeknapt. Op de fundamenten van gesloopte panden moeten toonaangevende architecten nieuwe bedrijfsgebouwen neerzetten, met respect voor de historische structuur van de wierde. Hiertoe werd een convenant getekend door Groningen Seaports en burgemeester Emme Groot namens de gemeente Delfzijl. De benodigde grondwerken, bekostigd met een subsidie van het Waddenfonds, kwamen in de zomer van 2014 gereed. De verkoop van vier bestaande gebouwen en 23 nieuwe percelen is gestart. Hergebruik van het schoolgebouw werd echter onmogelijk nadat dit in september 2018 door brandstichting was verwoest. 

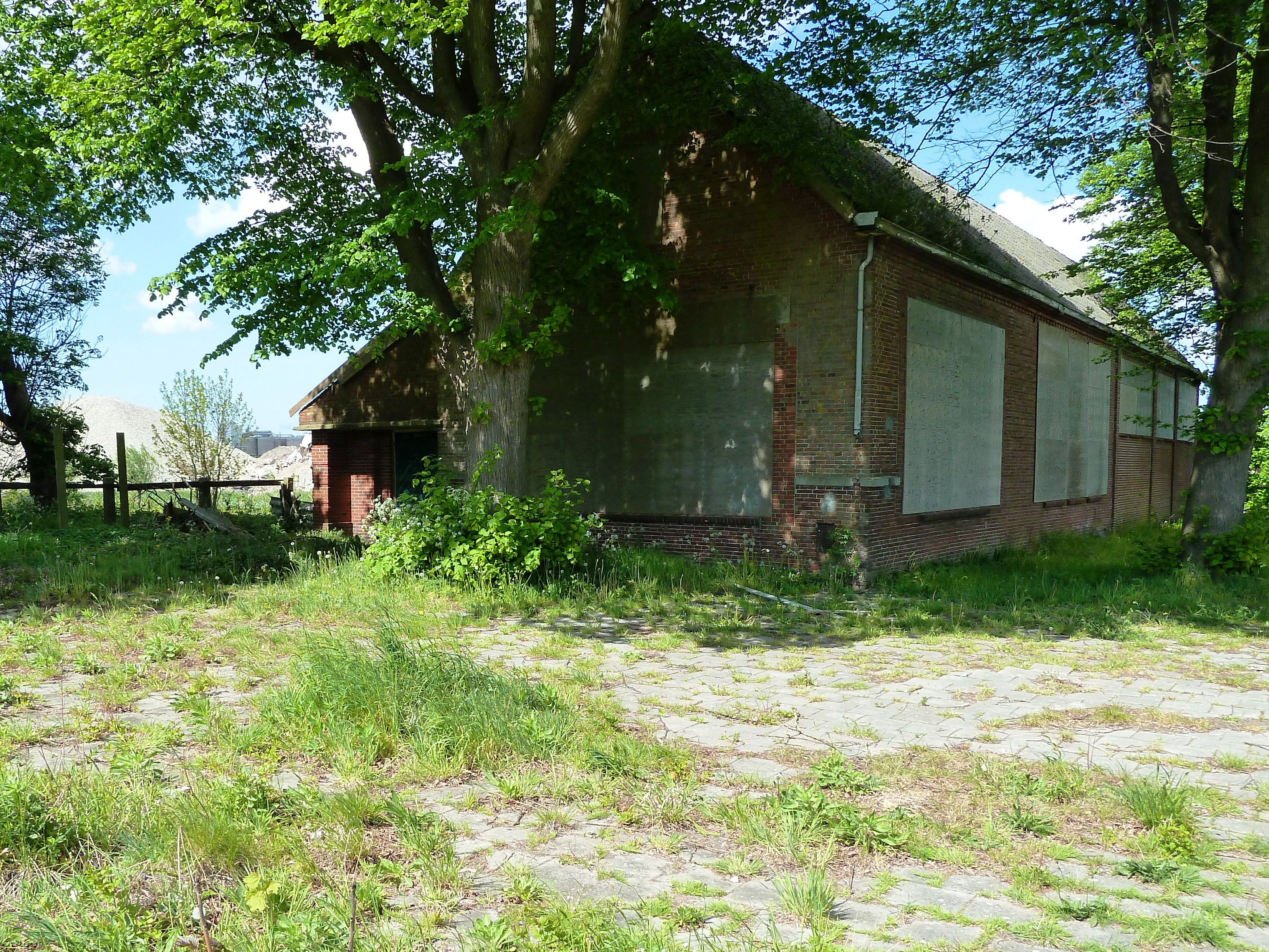
De vroegere school van Weiwerd (O.L.S. 'Oosterhoek') in 2011 (uitgebrand in 2018)
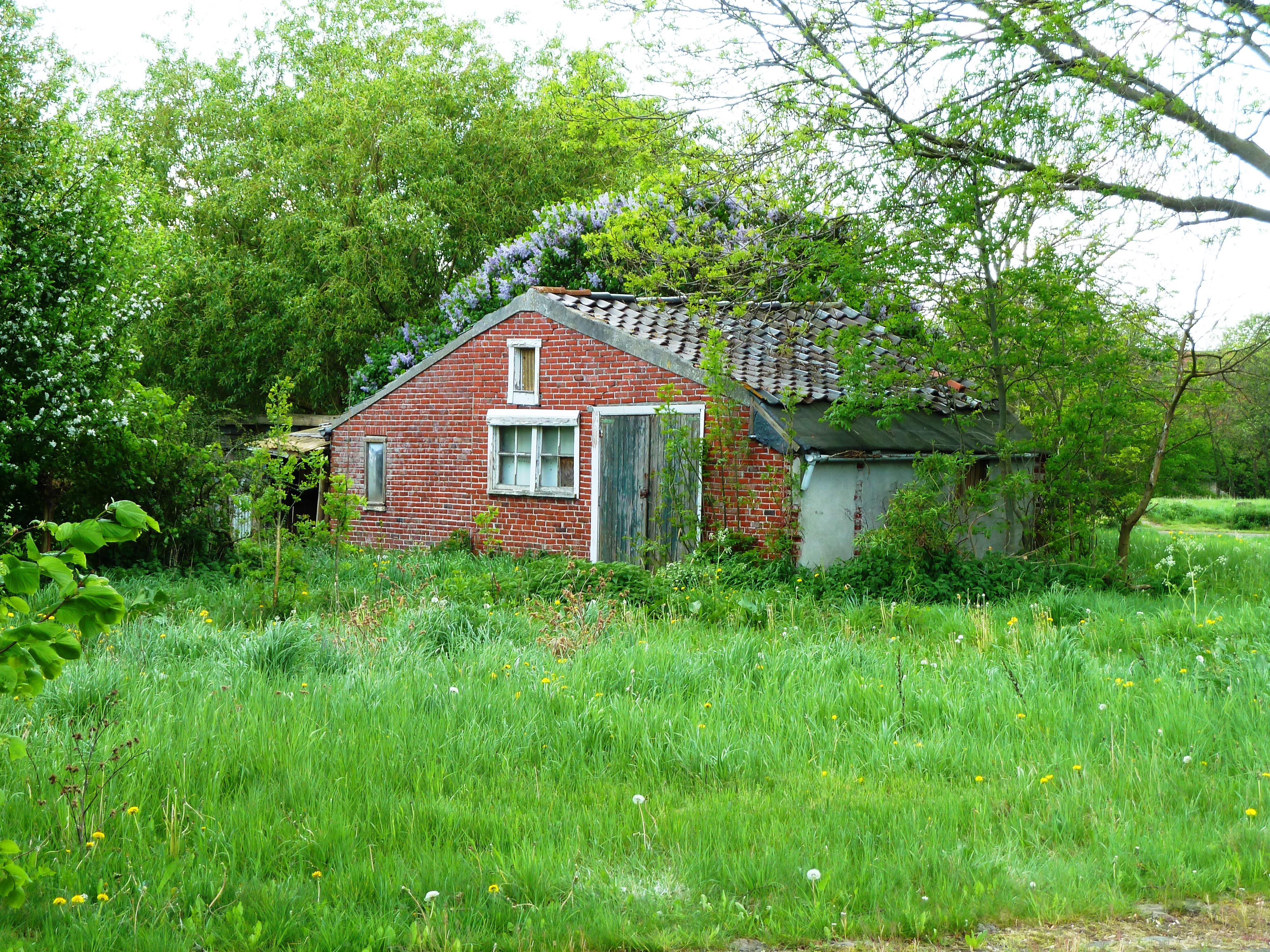
Leegstaand gebouwtje in Weiwerd
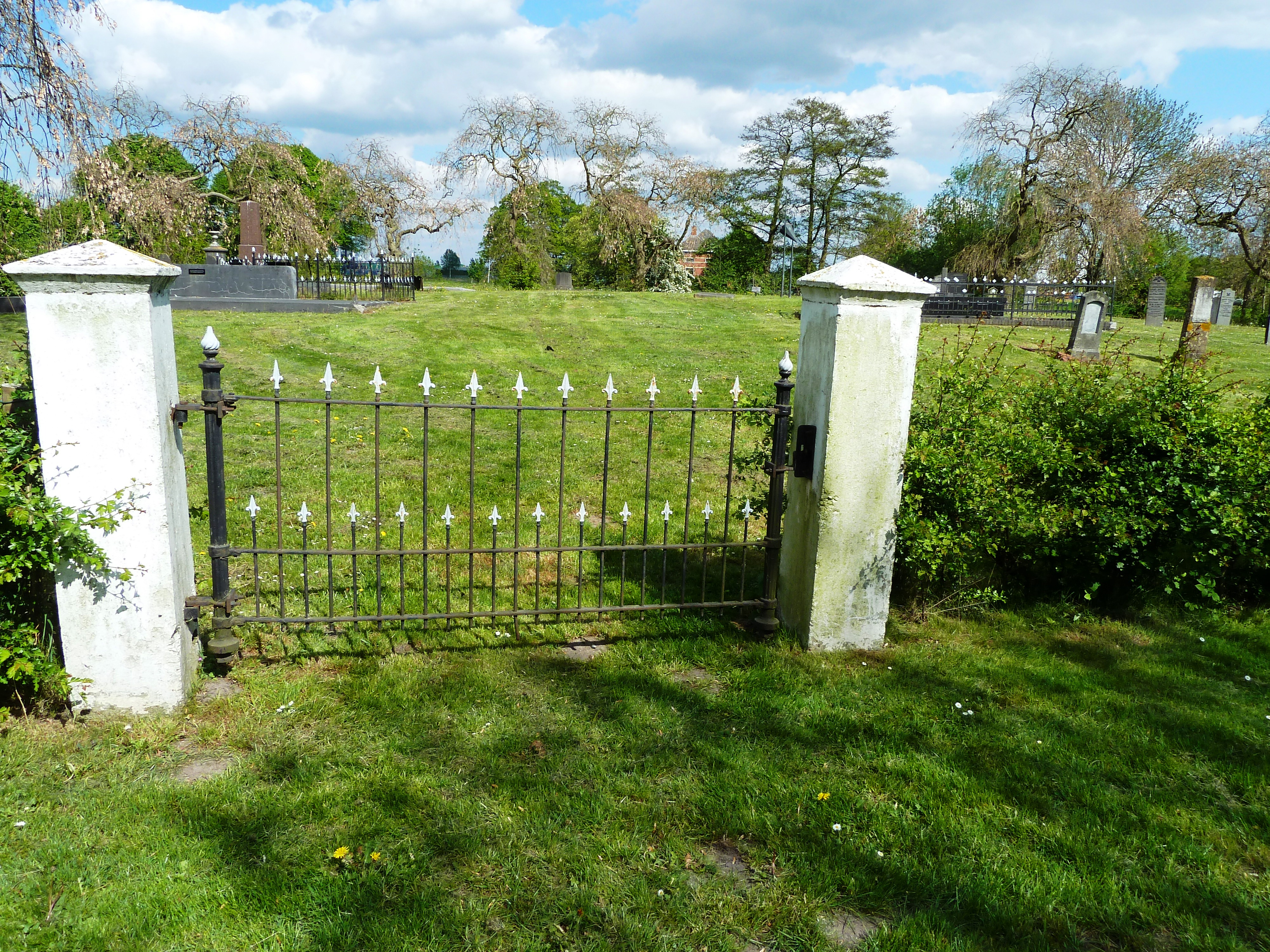
Het kerkhof van Weiwerd
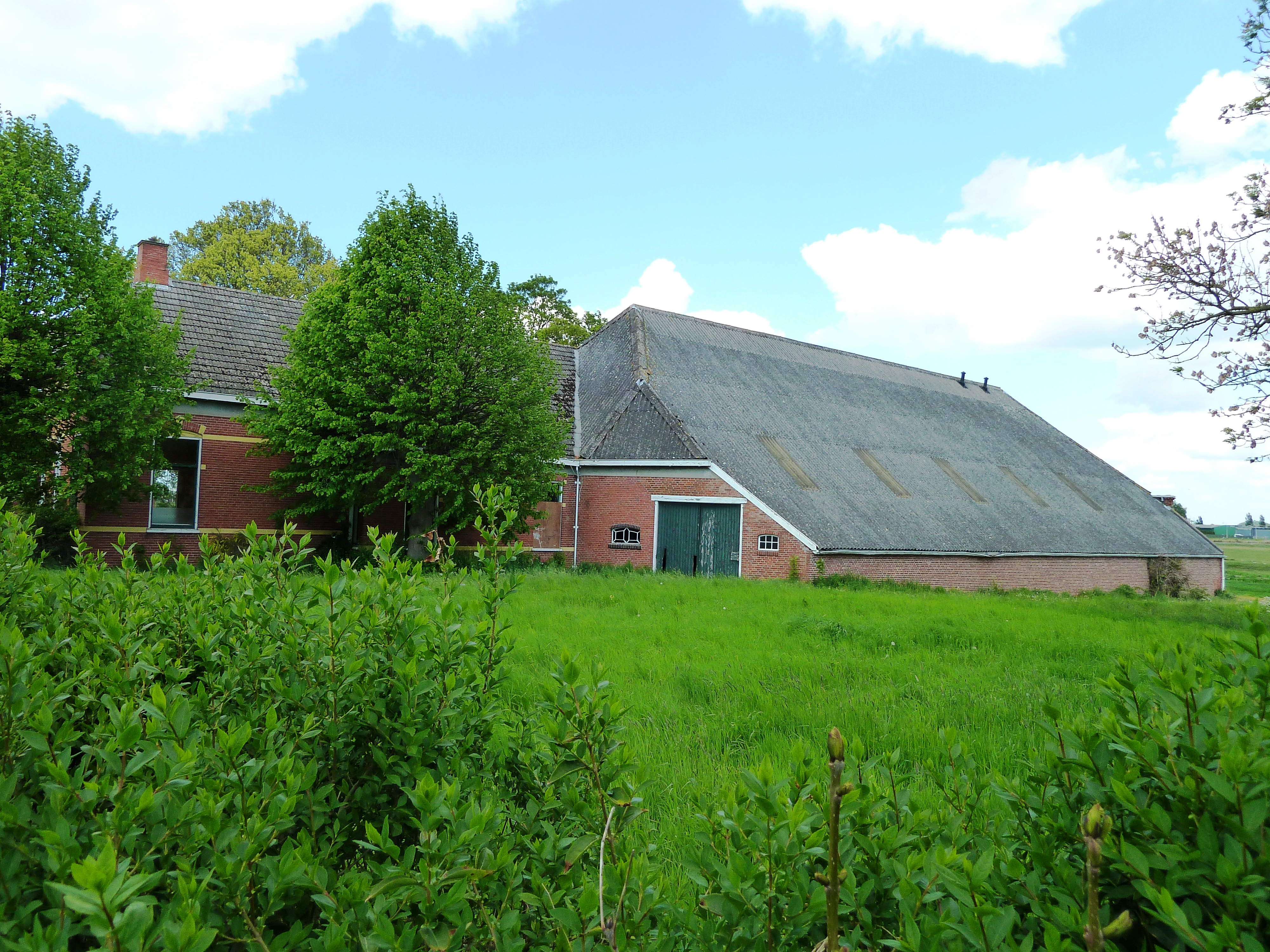
Leegstaande boerderij in Weiwerd